# Liste der Botschafter der DDR

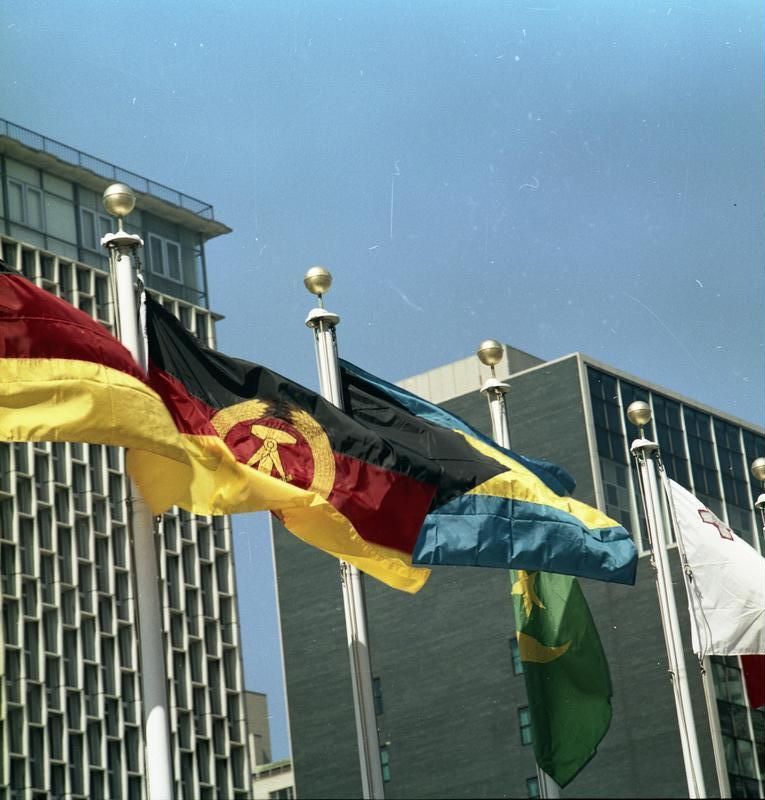
DDR-Flagge vor der UNO in New York

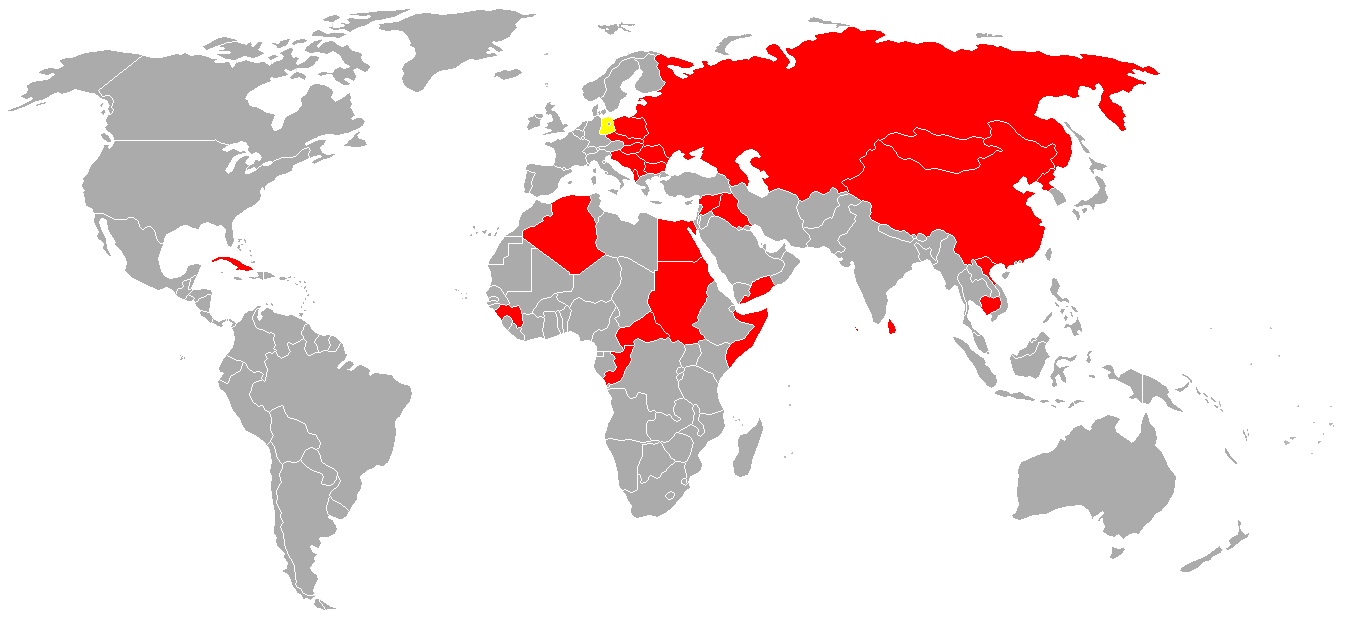
Staaten, die die DDR bis 1970 anerkannten

Dies ist die Liste der Botschafter der Deutschen Demokratischen Republik (1949–1990). Sie enthält ebenfalls alle Ständigen Vertreter bei über- und zwischenstaatlichen Organisationen und der Bundesrepublik Deutschland. Gegliedert ist die Liste nach den Amtsbezirken der DDR-Botschaften von 1990. Für die Übersicht der Botschafter der Bundesrepublik Deutschland siehe Liste der deutschen Botschafter. Genannt wird dabei immer der ranghöchste Vertreter im jeweiligen Gastland, sofern diplomatische Beziehungen zu diesem bestanden und eine diplomatische Vertretung eingerichtet war.
1989 unterhielt die DDR zu 139 Staaten diplomatische Beziehungen. Die Hallstein-Doktrin hatte seitens der Bundesrepublik bis 1969 eine Festlegung der Gastländer auf einen deutschen Staat als diplomatischen Vertreter für Gesamtdeutschland verlangt. Vor der Aufnahme diplomatischer Beziehungen unterhielt die DDR in mehreren Staaten Vertretungen mit unterschiedlichem Status (Handelsvertretung, Handelsmission, Wirtschafts- und Handelsmission, Generalkonsulat, Diplomatische Mission u. a.).

## Ranghöchste Vertreter bei Internationalen Organisationen

### Ständige Delegation bei derUNESCOin Paris
| Name                                  | Bild | Amtszeit  | Anmerkungen                           |
| ------------------------------------- | ---- | --------- | ------------------------------------- |
| Mitglied seit 21. November 1972       |      |           |                                       |
| Heinz Jung                            |      | 1972–1973 | Ständiger Delegierter                 |
| Dieter Heinze (1928–2005)             |      | 1973–1977 | Botschafter und Ständiger Delegierter |
| Siegfried Kämpf (1929–2005)           |      | 1977–1981 | Botschafter und Ständiger Delegierter |
| Ferdinand Thun-Hohenstein (1921–2022) |      | 1982–1986 | Botschafter und Ständiger Delegierter |
| Hans-Jürgen Micheel (* 1936)          |      | 1986–1990 | Botschafter und Ständiger Delegierter |

### Ständige Vertretung bei denVereinten Nationenin New York
| Name                           | Bild | Amtszeit  | Anmerkungen                                                |
| ------------------------------ | ---- | --------- | ---------------------------------------------------------- |
| Horst Grunert (1928–2005)      |      | 1972–1973 | Lt. d. Ständigen Beobachtermission bei der UNO             |
| Peter Florin (1921–2014)       |      | 1973–1982 | Botschafter und Stellv. Außenminister, Ständiger Vertreter |
| Harry Ott (1933–2005)          |      | 1982–1988 | Botschafter und Stellv. Außenminister, Ständiger Vertreter |
| Siegfried Zachmann (1928–2024) |      | 1988–1990 | Botschafter und Ständiger Vertreter                        |

### Ständige Vertretung bei dem Büro der Vereinten Nationen in Genf
Mitarbeit von 1949–1955 und Mitglied seit 13. Dezember 1972
| Name                            | Bild | Amtszeit  | Anmerkungen                             |
| ------------------------------- | ---- | --------- | --------------------------------------- |
| Josef Zimmering (1911–1995)     |      | 1955–1959 | Leiter der Beobachtermission            |
| Walter Beling (1899–1988)       |      | 1959–1964 | Leiter der Beobachtermission            |
| Harald Rose (1927–2020)         |      | 1965–1967 | Gesandter, Leiter der Beobachtermission |
| Siegfried Zachmann (1928–2024)  |      | 1968–1973 | Gesandter, Leiter der Beobachtermission |
| Mitglied seit 13. Dezember 1972 |      |           |                                         |
| Siegfried Zachmann (1928–2024)  |      | 1973      | Botschafter und ständiger Vertreter     |
| Gerhard Kegel (1907–1989)       |      | 1973–1976 | Botschafter und Ständiger Vertreter     |
| Gerd Höhne (1929–2019)          |      | 1976–1979 | Botschafter und Ständiger Vertreter     |
| Gerhard Herder (* 1928)         |      | 1979–1983 | Botschafter und Ständiger Vertreter     |
| Harald Rose (1927–2020)         |      | 1982–1987 | Botschafter und Ständiger Vertreter     |
| Peter Dietze (1936–2011)        |      | 1988–1990 | Botschafter und Ständiger Vertreter     |

### Ständige Vertretung bei dem Büro der Vereinten Nationen in Wien
Die Ständige Vertretung war für das Büro der Vereinten Nationen sowie folgende weitere Organisationen und Abteilungen zuständig:
- IAEO – Internationale Atomenergie-Organisation
- UNIDO – Organisation der Vereinten Nationen für industrielle Entwicklung
- UNCITRAL – Kommission der Vereinten Nationen für internationales Handelsrecht
- NSG und Zangger-Ausschuss
- OPEC
- Sekretariat für das Übereinkommen über das öffentliche Beschaffungswesen (GPA)
- Für das UNHCR, dem Flüchtlingskommissariat der Vereinten Nationen, besteht in Wien neben Berlin ein deutsches Büro, während sich der Hauptsitz in Genf befindet.

| Name                        | Bild | Amtszeit  | Anmerkungen                     |
| --------------------------- | ---- | --------- | ------------------------------- |
| Werner Fleck (1931–2018)    |      | 1975–1976 | akkreditiert in Wien/Österreich |
| Gerhard Schramm (1923–2010) |      | 1976–1982 | akkreditiert in Wien/Österreich |
| Gerd Höhne (1929–2019)      |      | 1982–1986 | Botschafter                     |
| Klaus Wolf (1934–2019)      |      | 1986–1988 | akkreditiert in Wien/Österreich |
| Gerhard Meyer (1930–2010)   |      | 1988–1990 | Botschafter                     |

### Vertretung bei der Europäischen Gemeinschaft in Brüssel
Zwischen dem RGW und der EG gab es seit dem 25. Juni 1988 diplomatische Beziehungen. Die Aufnahme solcher Beziehungen mit der DDR erfolgte am 15. August 1988.
| Name                   | Bild | Amtszeit  | Anmerkungen |
| ---------------------- | ---- | --------- | ----------- |
| Ingo Oeser (1930–1998) |      | 1988–1990 | Botschafter |

### Vertretung bei der Konferenz des Abrüstungsausschusses in Genf
| Name                     | Bild | Amtszeit  | Anmerkungen |
| ------------------------ | ---- | --------- | ----------- |
| Gerhard Herder (* 1928)  |      | 1974–1983 | Botschafter |
| Harald Rose (1927–2020)  |      | 1983–1987 | Botschafter |
| Peter Dietze (1936–2011) |      | 1988–1990 | Botschafter |

### Verhandlungen über die Reduzierung der Streitkräfteund Rüstungen in Mitteleuropa in Wien
| Name                        | Bild | Amtszeit  | Anmerkungen |
| --------------------------- | ---- | --------- | ----------- |
| Ingo Oeser (1930–1998)      |      | 1973–1979 | Botschafter |
| André Wieland (1943–1996)   |      | 1979–1986 | Botschafter |
| Klaus-Dieter Ernst (* 1941) |      | 1987–1989 | Botschafter |

### Verhandlungen über konventionelle Abrüstung in Europasowie über vertrauens- und sicherheits-bildende Maßnahmen in Wien
| Name                        | Bild | Amtszeit  | Anmerkungen |
| --------------------------- | ---- | --------- | ----------- |
| Klaus-Dieter Ernst (* 1941) |      | 1989–1990 | Botschafter |

### Verhandlungen über vertrauens- und sicherheitsbildende Maßnahmen in Europa in Stockholm
| Name                       | Bild | Amtszeit  | Anmerkungen |
| -------------------------- | ---- | --------- | ----------- |
| Günter Bühring (1937–2017) |      | 1984–1986 | Botschafter |

### KSZE-Verhandlungen und Nachfolgekonferenzen
| Name                        | Bild | Amtszeit  | Anmerkungen                        |
| --------------------------- | ---- | --------- | ---------------------------------- |
| Siegfried Bock (1926–2019)  |      | 1972–1975 | Botschafter; Verhandl. in Helsinki |
| Ernst Krabatsch (1940–2024) |      | 1977–1978 | Botschafter, Verhandl. in Belgrad  |
| Peter Steglich (* 1936)     |      | 1980–1983 | Botschafter; Verhandl. in Madrid   |
| Peter Steglich (* 1936)     |      | 1986–1989 | Botschafter; Verhandl. in Wien     |

## Botschafter und Leiter von DDR-Auslandsvertretungen

### Afghanistan
| Name                                           | Bild        | Amtszeit    | Anmerkungen                                                        |
| Afghanistan                                    | Afghanistan | Afghanistan | Afghanistan                                                        |
| ---------------------------------------------- | ----------- | ----------- | ------------------------------------------------------------------ |
| Diplomatische Beziehungen seit 17. Januar 1973 |             |             |                                                                    |
| Ferdinand Thun (1921–2022)                     |             | 1973–1976   | Botschafter in Teheran/Iran mit Zweitakkreditierung in Afghanistan |
| Klaus Wolf (1934–2019)                         |             | 1976–1978   | Botschafter in Teheran/Iran mit Zweitakkreditierung in Afghanistan |
| Hermann Schwiesau (* 1937)                     |             | 1978–1979   | Botschafter                                                        |
| Kraft Bumbel (1926–1997)                       |             | 1979–1981   | Botschafter                                                        |
| Kurt Krüger (1925–2006)                        |             | 1982–1986   | Botschafter                                                        |
| Kraft Bumbel (1926–1997)                       |             | 1986–1989   | Botschafter                                                        |
| Horst Lindner (* 1931)                         |             | 1989–1990   | Botschafter                                                        |

### Ägypten
| Name                                         | Bild    | Amtszeit  | Anmerkungen                              |
| Ägypten                                      | Ägypten | Ägypten   | Ägypten                                  |
| -------------------------------------------- | ------- | --------- | ---------------------------------------- |
| Kurt Enkelmann (1920–2004)                   |         | 1954–1958 | Leiter der Handelsvertretung             |
| Walfried Lange                               |         | 1958–1959 | Leiter der Handelsvertretung             |
| Martin Bierbach (1926–1984)                  |         | 1959–1962 | Generalkonsul                            |
| Hans-Jürgen Weitz (1923–1997)                |         | 1962–1966 | Generalkonsul                            |
| Wolfgang Konschel (1931–2013)                |         | 1966–1969 | Generalkonsul                            |
| Ernst Scholz (1913–1986)                     |         | 1963–1968 | Beauftragter im Rang eines Botschafters; |
| Diplomatische Beziehungen seit 10. Juli 1969 |         |           |                                          |
| Martin Bierbach (1926–1984)                  |         | 1969–1973 | Botschafter                              |
| Hans-Joachim Radde (1927–2009)               |         | 1973–1977 | Botschafter                              |
| Otto Becker (1928–2015)                      |         | 1977–1981 | Botschafter                              |
| Hans-Jürgen Weitz (1923–1997)                |         | 1981–1985 | Botschafter                              |
| Wolfgang Schüßler (1930–2023)                |         | 1985–1990 | Botschafter                              |

### Albanien
| Name                                            | Bild      | Amtszeit                                  | Anmerkungen                          |
| Albanien                                        | Albanien  | Albanien                                  | Albanien                             |
| ----------------------------------------------- | --------- | ----------------------------------------- | ------------------------------------ |
| Diplomatische Beziehungen seit 2. Dezember 1949 |           |                                           |                                      |
| Erhard Scheffler (1912–1998)                    |           | 1952–1953                                 | Gesandter, Lt. der Dipl. Mission     |
| Erhard Scheffler (1912–1998)                    | 1953–1955 | Lt. d. Gesandtschaft, ab 1955 Botschafter |                                      |
| Kurt Prenzel (1900–1976)                        |           | 1955–1960                                 | Botschafter                          |
| Aenne Kundermann (1907–2000)                    |           | 1960–1961                                 | Botschafterin                        |
| Heinz Neugebauer                                |           | 1962–1964                                 | Geschäftsträger                      |
| Sylvester Bernatek                              |           | 1964–1967                                 | Geschäftsträger                      |
| Rudolf Fritzsche (* 1909)                       |           | 1967–1972                                 | Geschäftsträger                      |
| Hans Kaschube                                   |           | 1972–1974                                 | Geschäftsträger                      |
| Siegfried Balon                                 |           | 1974–1981                                 | Geschäftsträger                      |
| Karl-Heinz Heisig                               |           | 1981–1985                                 | Geschäftsträger                      |
| Dieter Kulitzka (1931–2005)                     |           | 1985–1989                                 | Geschäftsträger, ab 1988 Botschafter |
| Peter Schubert (1938–2003)                      |           | 1989–1990                                 | Botschafter                          |

### Algerien
| Name                                        | Bild     | Amtszeit  | Anmerkungen                            |
| Algerien                                    | Algerien | Algerien  | Algerien                               |
| ------------------------------------------- | -------- | --------- | -------------------------------------- |
| Fritz Stude (1914–2006)                     |          | 1963–1964 | Gesandter, Lt. d. Handelsvertretung    |
| Karl Lösch                                  |          | 1964–1969 | Handelsrat, Lt. d. Handelsvertretung   |
| Bruno Sedlaczek (* 1928)                    |          | 1969–1970 | Legationsrat, Lt. d. Handelsvertretung |
| Diplomatische Beziehungen seit 20. Mai 1970 |          |           |                                        |
| Siegfried Kämpf (1929–2005)                 |          | 1970–1974 | Botschafter                            |
| Karl-Heinz Vesper (1931–2006)               |          | 1974–1979 | Botschafter                            |
| Edgar Röder (* 1936)                        |          | 1979–1983 | Botschafter                            |
| Manfred Thiede (1936–2020)                  |          | 1983–1988 | Botschafter                            |
| Gerhard Haida (1937–2014)                   |          | 1988–1990 | Botschafter                            |

### Angola
| Name                                             | Bild   | Amtszeit  | Anmerkungen |
| Angola                                           | Angola | Angola    | Angola      |
| ------------------------------------------------ | ------ | --------- | ----------- |
| Diplomatische Beziehungen seit 11. November 1975 |        |           |             |
| Eberhard Feister (1930–1987)                     |        | 1976–1977 | Botschafter |
| Horst Schön (1931–1986)                          |        | 1978–1980 | Botschafter |
| Johannes Schöche (* 1937)                        |        | 1981–1985 | Botschafter |
| Gotthelf Schulze (* 1938)                        |        | 1985–1989 | Botschafter |
| Bernd Hüttner (* 1943)                           |        | 1989–1990 | Botschafter |

### Äquatorialguinea
| Name                                          | Bild             | Amtszeit         | Anmerkungen                                                                                   |
| Äquatorialguinea                              | Äquatorialguinea | Äquatorialguinea | Äquatorialguinea                                                                              |
| --------------------------------------------- | ---------------- | ---------------- | --------------------------------------------------------------------------------------------- |
| Diplomatische Beziehungen seit 14. April 1971 |                  |                  |                                                                                               |
| Siegfried Münch (1928–2001)                   |                  | 1971–1975        | Der Botschafter weilte bis 1972 in Malabo, danach galt die Akkreditierung nur noch pro forma. |
| Christian Kleinhempel                         |                  | 1972–1974        | Geschäftsträger                                                                               |
| Dieter Wendtland                              |                  | 1974–1975        | Geschäftsträger                                                                               |
| Gerhard Künzel (* 1923)                       |                  | 1975–1976        | aus Lagos/Nigeria zweitakkreditiert                                                           |
| Wolfgang Seyfarth (* 1937)                    |                  | 1977–1980        | aus Lagos/Nigeria zweitakkreditiert                                                           |
| Wolf Schunke (* 1940)                         |                  | 1981–1985        | aus Lagos/Nigeria zweitakkreditiert                                                           |
| Manfred Seiferth (* 1940)                     |                  | 1988–1990        | aus Lagos/Nigeria zweitakkreditiert                                                           |

### Argentinien
| Name                                         | Bild        | Amtszeit    | Anmerkungen                   |
| Argentinien                                  | Argentinien | Argentinien | Argentinien                   |
| -------------------------------------------- | ----------- | ----------- | ----------------------------- |
| Kurt Hartmann                                |             | 1954–1956   | Leiter der Handelsvertretung  |
| Willi Kupper                                 |             | 1956–1961   | Leiter der Handelsvertretung  |
| Otto Schreiber                               |             | 1961–1962   | Leiter der Handelsvertretung; |
| Diplomatische Beziehungen seit 25. Juni 1973 |             |             |                               |
| Günter Blum (1922–1990)                      |             | 1973–1979   | Botschafter                   |
| Horst Leske                                  |             | 1978–1980   | Handelsattaché                |
| Johannes Gompert (* 1935)                    |             | 1980–1984   | Botschafter                   |
| Horst Neumann (* 1938)                       |             | 1984–1988   | Botschafter                   |
| Walter Neumann (* 1941)                      |             | 1988–1990   | Botschafter                   |

### Äthiopien
| Name                                           | Bild      | Amtszeit  | Anmerkungen |
| Äthiopien                                      | Äthiopien | Äthiopien | Äthiopien   |
| ---------------------------------------------- | --------- | --------- | ----------- |
| Diplomatische Beziehungen seit 1. Februar 1973 |           |           |             |
| Helmut Gürke                                   |           | 1973–1977 | Botschafter |
| Dieter Klinkert (1931–2016)                    |           | 1977–1980 | Botschafter |
| Günter Mauersberger (* 1939)                   |           | 1980–1983 | Botschafter |
| Hans Jagenow (* 1938)                          |           | 1983–1987 | Botschafter |
| Wolfgang Bayerlacher (1930–2019)               |           | 1987–1990 | Botschafter |

### Australien
| Name                                             | Bild       | Amtszeit   | Anmerkungen |
| Australien                                       | Australien | Australien | Australien  |
| ------------------------------------------------ | ---------- | ---------- | ----------- |
| Diplomatische Beziehungen seit 22. Dezember 1972 |            |            |             |
| Hans Richter (1930–1978)                         |            | 1973–1977  | Botschafter |
| Gerhard Lindner (1930–2010)                      |            | 1977–1982  | Botschafter |
| Joachim Elm (1931–2012)                          |            | 1982–1989  | Botschafter |
| Ernst Kube (* 1928)                              |            | 1989–1990  | Botschafter |

### Bangladesch
| Name                                           | Bild        | Amtszeit    | Anmerkungen     |
| Bangladesch                                    | Bangladesch | Bangladesch | Bangladesch     |
| ---------------------------------------------- | ----------- | ----------- | --------------- |
| Diplomatische Beziehungen seit 16. Januar 1972 |             |             |                 |
| Lothar Wenzel (1924–1983)                      |             | 1972–1975   | Botschafter     |
| Wolfgang Bayerlacher (1930–2019)               |             | 1975–1977   | Botschafter     |
| Dieter Friede (1938–1982)                      |             | 1977–1981   | Botschafter     |
| Günter Heinrich                                |             | 1982–1983   | Geschäftsträger |
| Lothar Nestler (1932–2015)                     |             | 1983–1987   | Botschafter     |
| Klaus Mäser (1932–2008)                        |             | 1987–1990   | Botschafter     |

### Belgien
| Name                                             | Bild    | Amtszeit  | Anmerkungen                         |
| Belgien                                          | Belgien | Belgien   | Belgien                             |
| ------------------------------------------------ | ------- | --------- | ----------------------------------- |
| Willi Diebenkorn                                 |         | 1955–1958 | Leiter der Kammervertretung;        |
| Walter Rabaschus (1904–1981)                     |         | 1958–1962 | Leiter der Kammervertretung         |
| Gerhard Schramm (1923–2010)                      |         | 1962–1965 | Handelsrat, Lt. d. Kammervertretung |
| Dietmar Möckel                                   |         | 1965–1969 | Handelsrat, Lt. d. Kammervertretung |
| Karl-Heinz Kaufer                                |         | 1969–1970 |                                     |
| Max Kleineberg (1906–1987)                       |         | 1972–1973 | Leiter der Kammervertretung         |
| Diplomatische Beziehungen seit 27. Dezember 1972 |         |           |                                     |
| Heinz Hoffmann (* 1921)                          |         | 1973–1986 | Botschafter                         |
| Ernst Walkowski (1931–2011)                      |         | 1986–1990 | Botschafter                         |

### Benin
| Name                                              | Bild                       | Amtszeit                   | Anmerkungen                         |
| Dahomey (bis 1975) / Benin                        | Dahomey (bis 1975) / Benin | Dahomey (bis 1975) / Benin | Dahomey (bis 1975) / Benin          |
| ------------------------------------------------- | -------------------------- | -------------------------- | ----------------------------------- |
| Diplomatische Beziehungen seit 14. September 1973 |                            |                            |                                     |
| Gerhard Künzel (* 1923)                           |                            | 1974–1976                  | zweitakkreditiert aus Lagos/Nigeria |
| Wolfgang Seyfarth (* 1937)                        |                            | 1977–1980                  | zweitakkreditiert aus Lagos/Nigeria |
| Wolf Schunke (* 1940)                             |                            | 1980–1985                  | zweitakkreditiert aus Lagos/Nigeria |
| Gerhard Haida (1937–2014)                         |                            | 1985–1988                  | zweitakkreditiert aus Lagos/Nigeria |
| Manfred Seiferth (* 1940)                         |                            | 1988–1990                  | zweitakkreditiert aus Lagos/Nigeria |

### Bolivien
| Name                                              | Bild     | Amtszeit  | Anmerkungen                     |
| Bolivien                                          | Bolivien | Bolivien  | Bolivien                        |
| ------------------------------------------------- | -------- | --------- | ------------------------------- |
| Diplomatische Beziehungen seit 18. September 1973 |          |           |                                 |
| Edgar Fries (* 1937)                              |          | 1973–1975 | zweitakkreditiert aus Lima/Peru |
| Gerhard Witten (1933–1997)                        |          | 1975–1980 | zweitakkreditiert aus Lima/Peru |
| Hans Gliem                                        |          | 1978–1985 | Geschäftsträger                 |
| Arthur Höltge (* 1932)                            |          | 1980–1985 | zweitakkreditiert aus Lima/Peru |
| Hans Münzel (* 1935)                              |          | 1985–1989 | Geschäftsträger                 |
| Klaus Hartmann (1940–2017)                        |          | 1986–1990 | zweitakkreditiert aus Lima/Peru |

### Botswana
| Name                                        | Bild     | Amtszeit  | Anmerkungen                         |
| Botswana                                    | Botswana | Botswana  | Botswana                            |
| ------------------------------------------- | -------- | --------- | ----------------------------------- |
| Diplomatische Beziehungen seit 13. Mai 1977 |          |           |                                     |
| Gerhard Stein (1922–1987)                   |          | 1977–1979 | zweitakkreditiert aus Lusaka/Sambia |
| Horst Köhler (1924–1984)                    |          | 1979–1984 | zweitakkreditiert aus Lusaka/Sambia |
| Peter Gonschorek (* 1942)                   |          | 1985–1987 | zweitakkreditiert aus Lusaka/Sambia |
| Günther Donath (* 1932)                     |          | 1987–1990 | zweitakkreditiert aus Lusaka/Sambia |

### Brasilien
| Name                                            | Bild      | Amtszeit  | Anmerkungen                       |
| Brasilien                                       | Brasilien | Brasilien | Brasilien                         |
| ----------------------------------------------- | --------- | --------- | --------------------------------- |
| Kurt Ullrich                                    |           | 1959–1961 | Handelsrat, Lt. d. Handelsmission |
| Werner Förster                                  |           | 1961–1964 | Handelsrat, Lt. d. Handelsmission |
| Walter Klein (1917–1987)                        |           | 1964–1967 | Handelsrat, Lt. d. Handelsmission |
| Heinz Schwarz (1930–2020)                       |           | 1967–1971 | Handelsrat, Lt. d. Handelsmission |
| Wolfgang Schwanitz                              |           | 1961–1973 | Handelsrat, Lt. d. Handelsmission |
| Diplomatische Beziehungen seit 22. Oktober 1973 |           |           |                                   |
| Arthur Höltge (* 1932)                          |           | 1973      | Geschäftsträger                   |
| Günther Severin (1928–2024)                     |           | 1973–1983 | Botschafter                       |
| Werner Hänold (1929–2007)                       |           | 1984–1990 | Botschafter                       |
| Heinrich März (* 1939)                          |           | 1990      | Botschafter                       |

### Bulgarien
| Name                                            | Bild      | Amtszeit  | Anmerkungen                      |
| Bulgarien                                       | Bulgarien | Bulgarien | Bulgarien                        |
| ----------------------------------------------- | --------- | --------- | -------------------------------- |
| Diplomatische Beziehungen seit 17. Oktober 1949 |           |           |                                  |
| Aenne Kundermann (1907–2000)                    |           | 1950–1951 | AGMB, Leiterin der Dipl. Mission |
| Egon Dreger (1899–1970)                         |           | 1953–1955 | AGBM, Leiter der Dipl. Mission   |
| Oskar Fischer (1923–2020)                       |           | 1955–1959 | Botschafter                      |
| Rudolf Jahn (1906–1990)                         |           | 1959–1963 | Botschafter                      |
| Johannes Keusch (1912–1973)                     |           | 1963–1970 | Botschafter                      |
| Werner Wenning (1914–1986)                      |           | 1970–1975 | Botschafter                      |
| Manfred Schmidt (* 1930)                        |           | 1975–1981 | Botschafter                      |
| Gerhard Reinert (1928–2005)                     |           | 1981–1983 | Botschafter                      |
| Egon Rommel (* 1930)                            |           | 1983–1990 | Botschafter                      |

### Ständige Vertretung der DDR in der Bundesrepublik Deutschland
siehe auch: Ständige Vertretungen der Bundesrepublik Deutschland und der Deutschen Demokratischen Republik
| Name                                      | Bild        | Amtszeit    | Anmerkungen                      |
| Deutschland                               | Deutschland | Deutschland | Deutschland                      |
| ----------------------------------------- | ----------- | ----------- | -------------------------------- |
| Offizielle Beziehungen seit 14. März 1974 |             |             |                                  |
| Michael Kohl (1929–1981)                  |             | 1974–1978   | Ständiger Vertreter, Botschafter |
| Ewald Moldt (1927–2019)                   |             | 1978–1988   | Ständiger Vertreter, Botschafter |
| Horst Neubauer (* 1936)                   |             | 1988–1990   | Ständiger Vertreter, Botschafter |

### Burkina Faso
| Name                                          | Bild                                | Amtszeit                            | Anmerkungen                         |
| Obervolta (bis 1984) / Burkina Faso           | Obervolta (bis 1984) / Burkina Faso | Obervolta (bis 1984) / Burkina Faso | Obervolta (bis 1984) / Burkina Faso |
| --------------------------------------------- | ----------------------------------- | ----------------------------------- | ----------------------------------- |
| Diplomatische Beziehungen seit 13. April 1973 |                                     |                                     |                                     |
| Johannes Schöche (* 1937)                     |                                     | 1974–1975                           | zweitakkreditiert aus Bamako/Mali   |
| Manfred Thiede (1936–2020)                    |                                     | 1978–1980                           | zweitakkreditiert aus Bamako/Mali   |
| Erich Meske (1932–2009)                       |                                     | 1982–1985                           | zweitakkreditiert aus Bamako/Mali   |
| Karl-Heinz Witzke (* 1938)                    |                                     | 1987–1989                           | zweitakkreditiert aus Bamako/Mali   |
| Helmut Plettner (* 1929)                      |                                     | 1990                                | zweitakkreditiert aus Bamako/Mali   |

### Burundi
| Name                                            | Bild    | Amtszeit  | Anmerkungen                          |
| Burundi                                         | Burundi | Burundi   | Burundi                              |
| ----------------------------------------------- | ------- | --------- | ------------------------------------ |
| Diplomatische Beziehungen seit 7. Dezember 1972 |         |           |                                      |
| Ronald Weidemann (1931–2022)                    |         | 1974–1979 | zweitakkreditiert aus Kinshasa/Zaire |
| Karl-Heinz Raeschki (* 1936)                    |         | 1979–1983 | zweitakkreditiert aus Kinshasa/Zaire |
| Gerhard Feldbauer (* 1933)                      |         | 1984–1987 | zweitakkreditiert aus Kinshasa/Zaire |
| Manfred Schubarth (* 1933)                      |         | 1988–1990 | zweitakkreditiert aus Kinshasa/Zaire |

### Chile
| Name                                                   | Bild  | Amtszeit  | Anmerkungen                               |
| Chile                                                  | Chile | Chile     | Chile                                     |
| ------------------------------------------------------ | ----- | --------- | ----------------------------------------- |
| Albert Schneider                                       |       | 1956–1957 | Handelsattaché, Lt. d. Handelsvertretung; |
| Harry Spindler (1931–1992)                             |       | 1965–1968 | Handelsattaché, Lt. d. Handelsvertretung  |
| Maxim Heim                                             |       | 1968–1970 | Handelsrat, Lt. d. Handelsvertretung      |
| Harry Spindler (1931–1992)                             |       | 1970–1971 | Legationsrat, Lt. d. Handelsvertretung    |
| Diplomatische Beziehungen seit 16. März 1971           |       |           |                                           |
| Harry Spindler (1931–1992)                             |       | 1971–1973 | Botschafter                               |
| Friedel Trappen (1924–2013)                            |       | 1973      | Botschafter                               |
| Arnold Voigt                                           |       | 1973–1974 | Leiter der Interessenvertretung           |
| Peter Stöhr                                            |       | 1974–1979 | Leiter der Interessenvertretung           |
| Hannes Buchta                                          |       | 1979–1983 | Leiter der Interessenvertretung           |
| Hanns Münzel (* 1935)                                  |       | 1983–1985 | Leiter der Interessenvertretung           |
| Hans Gliem                                             |       | 1985–1987 | Leiter der Interessenvertretung           |
| Anfang 1990 wurden die Beziehungen wieder normalisiert |       |           |                                           |
| Peter Gleinig (* 1938)                                 |       | 1990      | Geschäftsträger                           |

### China
| Name                                            | Bild                | Amtszeit            | Anmerkungen                               |
| Volksrepublik China                             | Volksrepublik China | Volksrepublik China | Volksrepublik China                       |
| ----------------------------------------------- | ------------------- | ------------------- | ----------------------------------------- |
| Diplomatische Beziehungen seit 25. Oktober 1949 |                     |                     |                                           |
| Johannes König (1903–1966)                      |                     | 1950–1953           | Leiter der Diplomat. Mission, Botschafter |
| Johannes König (1903–1966)                      | 1953–1955           | Botschafter         |                                           |
| Richard Gyptner (1901–1972)                     |                     | 1955–1958           | Botschafter                               |
| Paul Wandel (1905–1995)                         |                     | 1958–1961           | Botschafter                               |
| Josef Hegen (1907–1969)                         |                     | 1961–1964           | Botschafter                               |
| Günter Kohrt (1912–1982)                        |                     | 1964–1966           | Botschafter                               |
| Martin Bierbach (1926–1984)                     |                     | 1966–1969           | Botschafter                               |
| Gustav Hertzfeldt (1928–2005)                   |                     | 1969–1973           | Botschafter                               |
| Johann Wittik (* 1923)                          |                     | 1973–1976           | Botschafter                               |
| Helmut Liebermann (1923–2013)                   |                     | 1976–1982           | Botschafter                               |
| Rolf Berthold (1938–2018)                       |                     | 1982–1990           | Botschafter                               |

### Costa Rica
| Name                                          | Bild       | Amtszeit   | Anmerkungen                               |
| Costa Rica                                    | Costa Rica | Costa Rica | Costa Rica                                |
| --------------------------------------------- | ---------- | ---------- | ----------------------------------------- |
| Diplomatische Beziehungen seit 9. Januar 1973 |            |            |                                           |
| Gerhard Korth (* 1929)                        |            | 1973–1977  | zweitakkreditiert aus Mexiko-Stadt/Mexiko |
| Peter Lorf (1932–2019)                        |            | 1978–1982  | zweitakkreditiert aus Mexiko-Stadt/Mexiko |
| Joachim Naumann (1929–2019)                   |            | 1983–1988  | zweitakkreditiert aus Mexiko-Stadt/Mexiko |
| Gerhard Korth (* 1929)                        |            | 1988–1990  | zweitakkreditiert aus Mexiko-Stadt/Mexiko |

### Dänemark
| Name                                           | Bild     | Amtszeit  | Anmerkungen                         |
| Dänemark                                       | Dänemark | Dänemark  | Dänemark                            |
| ---------------------------------------------- | -------- | --------- | ----------------------------------- |
| Paul Krauss                                    |          | 1957–1960 | Leiter der Kammervertretung;        |
| Rudi Grätz (1907–1977)                         |          | 1960–1964 | Handelsrat, Lt. d. Kammervertretung |
| Erich Andrä (* 1922)                           |          | 1964–1966 | Handelsrat, Lt. d. Kammervertretung |
| Friedrich Wonsack                              |          | 1966–1971 | Handelsrat, Lt. d. Kammervertretung |
| Gerhard Lindner (1930–2010)                    |          | 1971–1972 | Leiter der Kammervertretung         |
| Otto Heilmann (* 1930)                         |          | 1972–1973 | Leiter der Kammervertretung         |
| Diplomatische Beziehungen seit 12. Januar 1973 |          |           |                                     |
| Otto Heilmann (* 1930)                         |          | 1973–1977 | Botschafter                         |
| Heinz Oelzner (1921–1991)                      |          | 1977–1983 | Botschafter                         |
| Norbert Jaeschke (1927–2018)                   |          | 1983–1989 | Botschafter                         |
| Werner Krause (* 1935)                         |          | 1989–1990 | Botschafter                         |

### Djibouti/Dschibuti
Dschibuti
Diplomatische Beziehungen seit 30. Juni 1977
Für Dschibuti wurden keine Botschafter ernannt.

### Ecuador
| Name                                         | Bild    | Amtszeit  | Anmerkungen                          |
| Ecuador                                      | Ecuador | Ecuador   | Ecuador                              |
| -------------------------------------------- | ------- | --------- | ------------------------------------ |
| Günter Bergholz                              |         | 1965–1967 | Handelsrat, Lt. d. Handelsvertretung |
| Günter Fuchs                                 |         | 1967–1971 | Handelsrat, Lt. d. Handelsvertretung |
| Horst Wagner (* 1937)                        |         | 1971–1972 | Handelsrat, Lt. d. Handelsvertretung |
| Roland Brettschneider                        |         | 1972–1973 | Handelsrat, Lt. d. Handelsvertretung |
| Diplomatische Beziehungen seit 23. Juli 1973 |         |           |                                      |
| Peter Gleinig                                |         | 1973–1974 | Geschäftsträger                      |
| Walter Weber (* 1934)                        |         | 1974–1975 | Botschafter in Bogotá/Kolumbien      |
| Helmut Bauermeister (1927–1989)              |         | 1975–1979 | Botschafter                          |
| Karl Kormes (1915–1995)                      |         | 1979–1981 | Botschafter                          |
| Heinz Löhn (* 1934)                          |         | 1982–1986 | Botschafter                          |
| Gerald Möckel (1935–2012)                    |         | 1987–1990 | Botschafter                          |

### Elfenbeinküste/Côte d’Ivoire
| Name                                           | Bild           | Amtszeit       | Anmerkungen                         |
| Elfenbeinküste                                 | Elfenbeinküste | Elfenbeinküste | Elfenbeinküste                      |
| ---------------------------------------------- | -------------- | -------------- | ----------------------------------- |
| Diplomatische Beziehungen seit 5. Oktober 1984 |                |                |                                     |
| Gerhard Haida (1937–2014)                      |                | 1986–1988      | zweitakkreditiert aus Lagos/Nigeria |
| Manfred Seiferth (* 1940)                      |                | 1988–1990      | zweitakkreditiert aus Lagos/Nigeria |

### Fidschi
| Name                                           | Bild    | Amtszeit  | Anmerkungen                               |
| Fidschi                                        | Fidschi | Fidschi   | Fidschi                                   |
| ---------------------------------------------- | ------- | --------- | ----------------------------------------- |
| Diplomatische Beziehungen seit 11. Januar 1974 |         |           |                                           |
| Hans Richter (1930–1978)                       |         | 1974–1977 | zweitakkreditiert aus Canberra/Australien |
| Gerhard Lindner (1930–2010)                    |         | 1977–1982 | zweitakkreditiert aus Canberra/Australien |
| Joachim Elm (1931–2012)                        |         | 1982–1989 | zweitakkreditiert aus Canberra/Australien |

### Finnland
| Name                                          | Bild     | Amtszeit  | Anmerkungen                             |
| Finnland                                      | Finnland | Finnland  | Finnland                                |
| --------------------------------------------- | -------- | --------- | --------------------------------------- |
| Hans Bahr (1909–1986)                         |          | 1953–1956 | Generalkonsul, Lt. d. Handelsvertretung |
| Rudolf Agricola (1900–1985)                   |          | 1956–1962 | Generalkonsul, später AGBM              |
| Wilhelm Thiele                                |          | 1962–1967 | AGBM                                    |
| Heinz Oelzner (1921–1991)                     |          | 1957–1972 | AGBM                                    |
| Diplomatische Beziehungen seit 7. Januar 1973 |          |           |                                         |
| Heinz Oelzner (1921–1991)                     |          | 1973–1975 | Botschafter                             |
| Hermann Schwiesau (* 1937)                    |          | 1976–1978 | Botschafter                             |
| Joachim Mitdank (1931–2017)                   |          | 1978–1982 | Botschafter                             |
| Stefan Doernberg (1924–2010)                  |          | 1983–1987 | Botschafter                             |
| Rolf Böttcher (* 1935)                        |          | 1987–1990 | Botschafter                             |

### Frankreich
| Name                                           | Bild       | Amtszeit   | Anmerkungen                         |
| Frankreich                                     | Frankreich | Frankreich | Frankreich                          |
| ---------------------------------------------- | ---------- | ---------- | ----------------------------------- |
| Herbert Merkel (1910–1967)                     |            | 1956–1962  | Handelsrat, Lt. d. Kammervertretung |
| Herbert Schulze                                |            | 1962       | Leiter der KV                       |
| Willi Diebenkorn                               |            | 1963–1967  | Leiter der KV                       |
| Gerhard Schramm (1923–2010)                    |            | 1967–1973  | Handelsrat, AGBM, Leiter der KV     |
| Diplomatische Beziehungen seit 9. Februar 1973 |            |            |                                     |
| Gerhard Schramm (1923–2010)                    |            | 1973–1974  | Botschafter                         |
| Ernst Scholz (1913–1986)                       |            | 1974–1976  | Botschafter                         |
| Werner Fleck (1931–2018)                       |            | 1976–1984  | Botschafter                         |
| Alfred Marter (1934–1998)                      |            | 1984–1990  | Botschafter                         |
| Stephan Steinlein (* 1961)                     |            | 1990–1990  | Botschafter                         |

### Gabun
Gabun
Diplomatische Beziehungen seit 4. April 1974
Für Libreville wurden keine Botschafter ernannt.

### Gambia
| Name                                           | Bild   | Amtszeit  | Anmerkungen                                |
| Gambia                                         | Gambia | Gambia    | Gambia                                     |
| ---------------------------------------------- | ------ | --------- | ------------------------------------------ |
| Diplomatische Beziehungen seit 15. Januar 1973 |        |           |                                            |
| Günther Fritsch (* 1930)                       |        | 1973–1974 | zweitakkreditiert aus Conakry/Guinea       |
| Eleonora Schmid (* 1939)                       |        | 1975–1978 | zweitakkreditiert aus Conakry/Guinea       |
| Gerhard Haida (1937–2014)                      |        | 1979–1980 | zweitakkreditiert aus Conakry/Guinea       |
| Manfred Seiferth (* 1940)                      |        | 1981–1986 | zweitakkreditiert aus Bissau/Guinea-Bissau |
| Erich Meske (1932–2009)                        |        | 1986–1990 | zweitakkreditiert aus Bissau/Guinea-Bissau |

### Ghana
| Name                                             | Bild  | Amtszeit  | Anmerkungen                            |
| Ghana                                            | Ghana | Ghana     | Ghana                                  |
| ------------------------------------------------ | ----- | --------- | -------------------------------------- |
| Rolf Seidel                                      |       | 1959–1961 | Leiter der Handelsvertretung           |
| Georg Heiderich                                  |       | 1961–1963 | Leiter der Handelsvertretung           |
| Karl-Heinz Kern (1930–2022)                      |       | 1963–1966 | Lt. d. Wirtschafts- und Handelsmission |
| Gotthelf Schulze (* 1938)                        |       | 1970–1971 | amt. Leiter der Handelsmission         |
| Johannes Vogel (1928–2017)                       |       | 1971–1973 | Legationsrat, Lt. d. Handelsmission    |
| Diplomatische Beziehungen seit 13. Dezember 1972 |       |           |                                        |
| Johannes Vogel (1928–2017)                       |       | 1973–1975 | Botschafter                            |
| Werner Schedlich (1928–2019)                     |       | 1975–1978 | Botschafter                            |
| Horst Hähnel (* 1932)                            |       | 1978–1981 | Botschafter                            |
| Herbert Denzler (1926–2015)                      |       | 1981–1984 | Botschafter                            |
| Franz Everhartz (* 1923)                         |       | 1984–1988 | Botschafter                            |
| Gottfried Bühring (* 1937)                       |       | 1988–1990 | Botschafter                            |

### Grenada
| Name                                           | Bild    | Amtszeit  | Anmerkungen                        |
| Grenada                                        | Grenada | Grenada   | Grenada                            |
| ---------------------------------------------- | ------- | --------- | ---------------------------------- |
| Diplomatische Beziehungen seit 9. Oktober 1979 |         |           |                                    |
| Harry Spindler (1931–1992)                     |         | 1981–1983 | zweitakkreditiert aus Havanna/Kuba |

### Griechenland
| Name                                        | Bild         | Amtszeit     | Anmerkungen                         |
| Griechenland                                | Griechenland | Griechenland | Griechenland                        |
| ------------------------------------------- | ------------ | ------------ | ----------------------------------- |
| Herbert Ulrich                              |              | 1955–1958    | Leiter der Kammervertretung         |
| Herbert Baake                               |              | 1958–1960    | Leiter der Kammervertretung         |
| Walter Dietrich                             |              | 1960–1964    | Leiter der Kammervertretung         |
| Kurt Lorentz                                |              | 1964–1965    | Leiter der Kammervertretung         |
| Kurt Schnell (1914–1971)                    |              | 1965–1967    | Handelsrat Lt. der Kammervertretung |
| Karl-Heinz Jelen                            |              | 1967–1973    | Handelsrat Lt. der Kammervertretung |
| Diplomatische Beziehungen seit 25. Mai 1973 |              |              |                                     |
| Gerhard Hobran                              |              | 1973–1974    | Geschäftsträger                     |
| Ernst Kube (* 1928)                         |              | 1974–1983    | Botschafter                         |
| Horst Brie (1923–2014)                      |              | 1983–1990    | Botschafter                         |
| Ernst Kube (* 1928)                         |              | 1990         | Botschafter                         |

### Guinea
| Name                                             | Bild   | Amtszeit  | Anmerkungen                             |
| Guinea                                           | Guinea | Guinea    | Guinea                                  |
| ------------------------------------------------ | ------ | --------- | --------------------------------------- |
| Willi Kirschey                                   |        | 1959–1962 | Generalkonsul, Lt. d. Handelsvertretung |
| Helmut Gürke                                     |        | 1962–1964 | Handelsattaché, amt. Leiter der HV      |
| Siegfried Kämpf (1929–2005)                      |        | 1964–1966 | Generalkonsul, Lt. d. Handelsvertretung |
| Helmut Gürke                                     |        | 1966–1969 | Generalkonsul, Lt. d. Handelsvertretung |
| Helmut Gürke                                     |        | 1969–1970 | Generalkonsul, Lt. d. Generalkonsulats  |
| Diplomatische Beziehungen seit 9. September 1970 |        |           |                                         |
| Günther Fritsch (* 1930)                         |        | 1970–1974 | Botschafter                             |
| Eleonora Schmid (* 1939)                         |        | 1974–1978 | Botschafterin                           |
| Gerhard Haida (1937–2014)                        |        | 1978–1980 | Botschafter                             |
| Manfred Thiede (1936–2020)                       |        | 1980–1982 | Botschafter                             |
| Helmut Plettner (* 1929)                         |        | 1982–1985 | Botschafter                             |
| Wolfgang Kubisch                                 |        | 1986–1990 | Botschafter                             |

### Guinea-Bissau
| Name                                          | Bild          | Amtszeit      | Anmerkungen                          |
| Guinea-Bissau                                 | Guinea-Bissau | Guinea-Bissau | Guinea-Bissau                        |
| --------------------------------------------- | ------------- | ------------- | ------------------------------------ |
| Diplomatische Beziehungen seit 17. April 1974 |               |               |                                      |
| Günther Fritsch (* 1930)                      |               | 1974          | zweitakkreditiert aus Conakry/Guinea |
| Eleonora Schmid (* 1939)                      |               | 1974–1975     | zweitakkreditiert aus Conakry/Guinea |
| Kurt Roth (1931–1989)                         |               | 1975–1978     | Botschafter                          |
| Gotthelf Schulze (* 1938)                     |               | 1978–1981     | Botschafter                          |
| Manfred Seiferth (* 1940)                     |               | 1981–1986     | Botschafter                          |
| Erich Meske (1932–2009)                       |               | 1986–1990     | Botschafter                          |

### Guyana
| Name                                          | Bild   | Amtszeit  | Anmerkungen                              |
| Guyana                                        | Guyana | Guyana    | Guyana                                   |
| --------------------------------------------- | ------ | --------- | ---------------------------------------- |
| Diplomatische Beziehungen seit 17. April 1973 |        |           |                                          |
| Heinz Langer (1935–2022)                      |        | 1975–1979 | zweitakkreditiert aus Havanna/Kuba       |
| Otto Pfeiffer (* 1937)                        |        | 1980–1981 | zweitakkreditiert aus Caracas/Venezuela  |
| Horst Neumann (* 1938)                        |        | 1982–1984 | zweitakkreditiert aus Caracas/Venezuela  |
| Werner Hänold (1929–2007)                     |        | 1984–1989 | zweitakkreditiert aus Brasília/Brasilien |

### Indien
| Name                                           | Bild   | Amtszeit  | Anmerkungen                           |
| Indien                                         | Indien | Indien    | Indien                                |
| ---------------------------------------------- | ------ | --------- | ------------------------------------- |
| Herbert Meyer (1912–1983)                      |        | 1956–1958 | Handelsrat, Lt. d. Handelsvertretung  |
| Erich Renneisen (1907–1970)                    |        | 1958–1962 | Handelsrat, Lt. d. Handelsvertretung  |
| Kurt Böttger (1923–1993)                       |        | 1962–1965 | Handelsrat, Lt. d. Handelsvertretung  |
| Herbert Fischer (1914–2006)                    |        | 1965–1970 | Handelsrat, Lt. d. Handelsvertretung  |
| Herbert Fischer (1914–2006)                    |        | 1970–1972 | Botschafter, Lt. d. Generalkonsulates |
| Diplomatische Beziehungen seit 8. Oktober 1972 |        |           |                                       |
| Herbert Fischer (1914–2006)                    |        | 1972–1974 | Botschafter                           |
| Wolfgang Schüßler (1930–2023)                  |        | 1974–1977 | Botschafter                           |
| Heinz Birch (* 1927)                           |        | 1978–1984 | Botschafter                           |
| Bernd Biedermann (1941–2004)                   |        | 1984–1988 | Botschafter                           |
| Wolfgang Grabowski (* 1937)                    |        | 1989–1990 | Botschafter                           |

### Indonesien
| Name                                             | Bild       | Amtszeit   | Anmerkungen                             |
| Indonesien                                       | Indonesien | Indonesien | Indonesien                              |
| ------------------------------------------------ | ---------- | ---------- | --------------------------------------- |
| Helmut Kindler                                   |            | 1954–1958  | Leiter der Kammervertretung             |
| Walter Hochmuth (1904–1979)                      |            | 1958–1959  | Leiter der Handelsvertretung            |
| Gottfried Lessing (1914–1979)                    |            | 1959–1960  | Handelsrat, Lt. d. Handelsvertretung    |
| Kurt Nier (* 1927)                               |            | 1960–1962  | Generalkonsul, Lt. d. Generalkonsulates |
| Gustav Hertzfeld (1928–2005)                     |            | 1962–1965  | Generalkonsul, Lt. d. Generalkonsulates |
| Wolfgang Bayerlacher (1930–2019)                 |            | 1965–1969  | Generalkonsul, Lt. d. Generalkonsulates |
| Peter Stockmann (* 1930)                         |            | 1969–1972  | Generalkonsul, Lt. d. Generalkonsulates |
| Diplomatische Beziehungen seit 21. Dezember 1972 |            |            |                                         |
| Peter Stockmann (* 1930)                         |            | 1973       | Botschafter                             |
| Günter Gahlich (1932–1977)                       |            | 1973–1977  | Botschafter                             |
| Eberhard Feister (1930–1987)                     |            | 1978–1982  | Botschafter                             |
| Werner Peters (1939–2013)                        |            | 1982–1986  | Botschafter                             |
| Siegfried Kühnel (* 1932)                        |            | 1986–1990  | Botschafter                             |

### Irak
| Name                                        | Bild | Amtszeit  | Anmerkungen                             |
| Irak                                        | Irak | Irak      | Irak                                    |
| ------------------------------------------- | ---- | --------- | --------------------------------------- |
| Kurt Schmeißer (1909–1982)                  |      | 1958–1959 | Handelsrat, Lt. d. Handelsvertretung    |
| Walter Hochmuth (1904–1979)                 |      | 1959–1962 | Legationsrat, Lt. d. Handelsvertretung  |
| Walter Hochmuth (1904–1979)                 |      | 1962–1963 | Generalkonsul, Lt. d. Generalkonsulates |
| Norbert Jaeschke (1927–2018)                |      | 1964–1968 | Generalkonsul, Lt. d. Generalkonsulates |
| Hans-Jürgen Weitz (1923–1997)               |      | 1968–1969 | Generalkonsul, Lt. d. Generalkonsulates |
| Diplomatische Beziehungen seit 10. Mai 1969 |      |           |                                         |
| Hans-Jürgen Weitz (1923–1997)               |      | 1969–1973 | Botschafter                             |
| Günter Schurath (1929–2004)                 |      | 1973–1977 | Botschafter                             |
| Karl-Heinz Lugenheim (* 1928)               |      | 1977–1982 | Botschafter                             |
| Günther Scharfenberg (1930–2019)            |      | 1982–1987 | Botschafter                             |
| Otto Becker (1928–2015)                     |      | 1987–1990 | Botschafter                             |

### Iran
Der Amtsbezirk der Botschaft in Teheran umfasste von 1973 bis 1978 auch  Afghanistan.
| Name                                            | Bild | Amtszeit  | Anmerkungen                                         |
| Iran                                            | Iran | Iran      | Iran                                                |
| ----------------------------------------------- | ---- | --------- | --------------------------------------------------- |
| Diplomatische Beziehungen seit 7. Dezember 1972 |      |           |                                                     |
| Ferdinand Thun-Hohenstein (1921–2022)           |      | 1973–1975 | Botschafter, mit Zweitakkreditierung in Afghanistan |
| Klaus Wolf (1934–2019)                          |      | 1976–1979 | Botschafter, mit Zweitakkreditierung in Afghanistan |
| Wolfgang Konschel (1931–2013)                   |      | 1979–1983 | Botschafter                                         |
| Günther Fritsch (* 1930)                        |      | 1983–1988 | Botschafter                                         |
| Wolfgang Bator (* 1927)                         |      | 1988–1990 | Botschafter                                         |

### Irland
| Name                                             | Bild   | Amtszeit  | Anmerkungen                     |
| Irland                                           | Irland | Irland    | Irland                          |
| ------------------------------------------------ | ------ | --------- | ------------------------------- |
| Diplomatische Beziehungen seit 21. November 1980 |        |           |                                 |
| Martin Bierbach (1926–1984)                      |        | 1981–1984 | zweitakkreditiert aus London/GB |
| Gerhard Lindner (1930–2010)                      |        | 1985–1989 | zweitakkreditiert aus London/GB |
| Joachim Mitdank (1931–2017)                      |        | 1989–1990 | zweitakkreditiert aus London/GB |

### Island
| Name                                           | Bild   | Amtszeit  | Anmerkungen                         |
| Island                                         | Island | Island    | Island                              |
| ---------------------------------------------- | ------ | --------- | ----------------------------------- |
| Gerhard Kugel                                  |        | 1957–1959 | Leiter der Kammervertretung         |
| Rudi Grätz (1907–1977)                         |        | 1959–1960 | Handelsrat, Lt. d. Kammervertretung |
| Karl Homelin                                   |        | 1960–1962 | Leiter der Kammervertretung         |
| Otto-Heinz Schmidt                             |        | 1962–1965 | Leiter der Kammervertretung         |
| Willy Baumann (1908–1979)                      |        | 1965–1972 | Handelsrat, Lt. d. Kammervertretung |
| Diplomatische Beziehungen seit 12. Januar 1973 |        |           |                                     |
| Peter Hintzmann (1936–1998)                    |        | 1973–1977 | zweitakkreditiert aus Oslo/Norwegen |
| Werner Krause (* 1935)                         |        | 1977–1984 | Oslo/Norwegen                       |
| Gerhard Waschewski (1929–2009)                 |        | 1984–1989 | zweitakkreditiert aus Oslo/Norwegen |
| Günter Schurath (1929–2004)                    |        | 1989–1990 | zweitakkreditiert aus Oslo/Norwegen |

### Italien
Der Botschafter in Rom war ebenfalls akkreditiert für den Vatikan sowie den Malteserorden und später noch für Malta.
| Name                                           | Bild    | Amtszeit  | Anmerkungen                           |
| Italien                                        | Italien | Italien   | Italien                               |
| ---------------------------------------------- | ------- | --------- | ------------------------------------- |
| Bruno Täuscher                                 |         | 1958–1962 | Leiter der Kammervertretung           |
| Wilhelm Knapp (1898–1984)                      |         | 1962–1965 | Leiter der Kammervertretung           |
| Herbert Merkel (1910–1967)                     |         | 1965–1967 | Handelsrat, Lt. d. Kammervertretung   |
| Kurt Schnell (1914–1971)                       |         | 1967–1971 | Legationsrat, Lt. d. Kammervertretung |
| Eckhard Bibow (1930–2022)                      |         | 1971–1973 | Gesandter, Lt. d. Kammervertretung    |
| Diplomatische Beziehungen seit 18. Januar 1973 |         |           |                                       |
| Klaus Gysi (1912–1999)                         |         | 1973–1978 | Botschafter                           |
| Hans Voß (1931–2016)                           |         | 1978–1985 | Botschafter                           |
| Wolfgang Kiesewetter (1924–1991)               |         | 1985–1990 | Botschafter                           |
| Alfred Marter (1934–1998)                      |         | 1990      | Botschafter                           |

### Jamaika
| Name                                         | Bild    | Amtszeit  | Anmerkungen                        |
| Jamaika                                      | Jamaika | Jamaika   | Jamaika                            |
| -------------------------------------------- | ------- | --------- | ---------------------------------- |
| Diplomatische Beziehungen seit 21. März 1977 |         |           |                                    |
| Heinz Langer (1935–2022)                     |         | 1977–1979 | zweitakkreditiert aus Havanna/Kuba |
| Harry Spindler (1931–1992)                   |         | 1980–1983 | zweitakkreditiert aus Havanna/Kuba |
| Heinz Langer (1935–2022)                     |         | 1984–1986 | zweitakkreditiert aus Havanna/Kuba |
| Karlheinz Möbus (1938–2014)                  |         | 1986–1990 | zweitakkreditiert aus Havanna/Kuba |

### Japan
| Name                                        | Bild  | Amtszeit  | Anmerkungen     |
| Japan                                       | Japan | Japan     | Japan           |
| ------------------------------------------- | ----- | --------- | --------------- |
| Diplomatische Beziehungen seit 15. Mai 1973 |       |           |                 |
| Siegfried Fischer (* 1934)                  |       | 1973–1974 | Geschäftsträger |
| Horst Brie (1923–2014)                      |       | 1974–1982 | Botschafter     |
| Hans-Dieter Jäger (* 1936)                  |       | 1982–1988 | Botschafter     |
| Manfred Schmidt (* 1930)                    |       | 1988–1990 | Botschafter     |

### Nordjemen/Jemenitische Arabische Republik
Seit dem 22. Mai 1990 haben sich Nordjemen und Südjemen zur Republik Jemen vereinigt.
| Name                                             | Bild                         | Amtszeit                     | Anmerkungen                             |
| Nordjemen (bis 1990) / Jemen                     | Nordjemen (bis 1990) / Jemen | Nordjemen (bis 1990) / Jemen | Nordjemen (bis 1990) / Jemen            |
| ------------------------------------------------ | ---------------------------- | ---------------------------- | --------------------------------------- |
| Hans Held                                        |                              | 1958–1962                    | Konsul, Lt. d. Handelsvertretung        |
| Hans-Joachim Friedrich                           |                              | 1962–1964                    | Generalkonsul, Lt. d. Generalkonsulates |
| Hans-Jürgen Weitz (1923–1997)                    |                              | 1964–1966                    | Generalkonsul aus Kairo/Ägypten         |
| Klaus Goldenbaum (* 1928)                        |                              | 1966–1969                    | Generalkonsul, Lt. d. Generalkonsulates |
| Günther Doberenz (1923–1999)                     |                              | 1969–1972                    | Generalkonsul, Lt. d. Generalkonsulates |
| Diplomatische Beziehungen seit 21. Dezember 1972 |                              |                              |                                         |
| Heinz Bürgel (1918–1983)                         |                              | 1973–1975                    | Botschafter                             |
| Lothar Eichelkraut (* 1929)                      |                              | 1975–1978                    | Botschafter                             |
| Walter Issleib (* 1923)                          |                              | 1978–1980                    | Botschafter                             |
| Werner Kempe (* 1928)                            |                              | 1980–1983                    | Botschafter                             |
| Lothar Eichelkraut (* 1929)                      |                              | 1983–1987                    | Botschafter                             |
| Walter Schmidt (* 1929)                          |                              | 1987–1990                    | Botschafter                             |

### Südjemen/Volksdemokratische Republik Jemen
Seit dem 22. Mai 1990 haben sich Nordjemen und Südjemen zur Republik Jemen vereinigt.
| Name                                         | Bild     | Amtszeit  | Anmerkungen                             |
| Südjemen                                     | Südjemen | Südjemen  | Südjemen                                |
| -------------------------------------------- | -------- | --------- | --------------------------------------- |
| Karl Wildau (* 1928)                         |          | 1968–1969 | Generalkonsul, Lt. d. Generalkonsulates |
| Diplomatische Beziehungen seit 10. Juli 1969 |          |           |                                         |
| Karl Wildau (* 1928)                         |          | 1969–1972 | Botschafter                             |
| Günther Scharfenberg (1930–2019)             |          | 1972–1978 | Botschafter                             |
| Ernst-Peter Rabenhorst (* 1940)              |          | 1978–1981 | Botschafter                             |
| Reiner Neumann (* 1939)                      |          | 1981–1986 | Botschafter                             |
| Freimut Seidel (* 1934)                      |          | 1986–1989 | Botschafter                             |
| Werner Sittig (* 1942)                       |          | 1989–1990 | Botschafter                             |

### Jordanien
| Name                                           | Bild      | Amtszeit  | Anmerkungen                           |
| Jordanien                                      | Jordanien | Jordanien | Jordanien                             |
| ---------------------------------------------- | --------- | --------- | ------------------------------------- |
| Diplomatische Beziehungen seit 8. Oktober 1973 |           |           |                                       |
| Wolfgang Konschel (1931–2013)                  |           | 1974–1977 | zweitakkreditiert aus Damaskus/Syrien |
| Heinz-Dieter Winter (* 1934)                   |           | 1977–1981 | zweitakkreditiert aus Damaskus/Syrien |
| Reinhard Escherich (1936–2020)                 |           | 1981–1985 | zweitakkreditiert aus Damaskus/Syrien |
| Wolfgang Grabowski (* 1937)                    |           | 1985–1988 | zweitakkreditiert aus Damaskus/Syrien |
| Karl-Heinz Lugenheim (* 1928)                  |           | 1989–1990 | zweitakkreditiert aus Damaskus/Syrien |

### Jugoslawien
| Name                                            | Bild        | Amtszeit    | Anmerkungen                 |
| Jugoslawien                                     | Jugoslawien | Jugoslawien | Jugoslawien                 |
| ----------------------------------------------- | ----------- | ----------- | --------------------------- |
| Werner Wolter                                   |             | 1956–1957   | Leiter der Kammervertretung |
| Diplomatische Beziehungen seit 10. Oktober 1957 |             |             |                             |
| Eleonore Staimer (1906–1998)                    |             | 1958–1966   | AGBM, Lt. d. Gesandtschaft  |
| Eleonore Staimer (1906–1998)                    |             | 1966–1969   | Botschafterin               |
| Karl Kormes (1915–1995)                         |             | 1969–1973   | Botschafter                 |
| Helmut Ziebart (1929–2011)                      |             | 1973–1977   | Botschafter                 |
| Gerhard Hahn (1930–2008)                        |             | 1977–1982   | Botschafter                 |
| Ralph Hartmann (1935–2020)                      |             | 1982–1988   | Botschafter                 |
| Siegfried Bock (1926–2019)                      |             | 1988–1990   | Botschafter                 |

### Kambodscha
| Name                                       | Bild      | Amtszeit    | Anmerkungen Für Fahnen:                 |
| Kampuchea                                  | Kampuchea | Kampuchea   | Kampuchea                               |
| ------------------------------------------ | --------- | ----------- | --------------------------------------- |
| Hans Voß (1931–2016)                       |           | 1962        | Generalkonsul, Lt. d. Generalkonsulates |
| Max Kleineberg (1906–1987)                 |           | 1962–1967   | Generalkonsul, Lt. d. Generalkonsulates |
| Max Kleineberg (1906–1987)                 |           | 1967–1968   | AGBM, Lt. d. Dipl. Représentation       |
| Heinz-Dieter Winter (* 1934)               |           | 1968–1969   | AGBM, Lt. d. Dipl. Représentation       |
| Diplomatische Beziehungen seit 8. Mai 1969 |           |             |                                         |
| Heinz-Dieter Winter (* 1934)               |           | 1969–(1973) | Botschafter                             |
| Kurt Schumann (* 1933)                     |           | 1970–1972   | Geschäftsträger                         |
| Kurt Stillmann (1916–1999)                 |           | 1972–1974   | Geschäftsträger                         |
| Rolf Dach (* 1934)                         |           | 1979–1982   | Botschafter                             |
| Günter Horn (1930–2021)                    |           | 1982–1986   | Botschafter                             |
| Rolf Dach (* 1934)                         |           | 1986–1990   | Botschafter                             |

### Kamerun
| Name                                         | Bild    | Amtszeit  | Anmerkungen                          |
| Kamerun                                      | Kamerun | Kamerun   | Kamerun                              |
| -------------------------------------------- | ------- | --------- | ------------------------------------ |
| Diplomatische Beziehungen seit 21. Juli 1973 |         |           |                                      |
| Karl-Heinz Raeschki (* 1936)                 |         | 1981–1984 | zweitakkreditiert aus Kinshasa/Zaire |
| Manfred Voß (* 1938)                         |         | 1984–1988 | Botschafter                          |
| Horstmar Kohl (* 1927)                       |         | 1988–1990 | Botschafter                          |

### Kanada
| Name                                          | Bild   | Amtszeit  | Anmerkungen                          |
| Kanada                                        | Kanada | Kanada    | Kanada                               |
| --------------------------------------------- | ------ | --------- | ------------------------------------ |
| Diplomatische Beziehungen seit 1. August 1975 |        |           |                                      |
| Rolf Sieber (1929–2020)                       |        | 1977–1978 | zweitakkreditiert aus Washington/USA |
| Horst Grunert (1928–2005)                     |        | 1978–1983 | zweitakkreditiert aus Washington/USA |
| Gerhard Herder (* 1928)                       |        | 1983–1988 | zweitakkreditiert aus Washington/USA |
| Heinz Birch (* 1927)                          |        | 1988–1990 | Botschafter                          |

### Kap Verde
| Name                                          | Bild      | Amtszeit  | Anmerkungen                                |
| Kap Verde                                     | Kap Verde | Kap Verde | Kap Verde                                  |
| --------------------------------------------- | --------- | --------- | ------------------------------------------ |
| Diplomatische Beziehungen seit 5. August 1975 |           |           |                                            |
| Kurt Roth (1931–1989)                         |           | 1975–1978 | zweitakkreditiert aus Bissau/Guinea-Bissau |
| Gotthelf Schulze (* 1938)                     |           | 1978–1981 | zweitakkreditiert aus Bissau/Guinea-Bissau |
| Eleonora Schmid (* 1939)                      |           | 1982–1987 | zweitakkreditiert aus Rabat/Marokko        |
| Julian Hollender (1938–2010)                  |           | 1988–1990 | zweitakkreditiert aus Lissabon/Portugal    |

### Kenia
| Name                                        | Bild  | Amtszeit  | Anmerkungen                                  |
| Kenia                                       | Kenia | Kenia     | Kenia                                        |
| ------------------------------------------- | ----- | --------- | -------------------------------------------- |
| Diplomatische Beziehungen seit 19. Mai 1975 |       |           |                                              |
| Helmut Gürke (1922–2005)                    |       | 1975–1977 | zweitakkreditiert aus Addis Abeba/ Äthiopien |

### Kolumbien
| Name                                         | Bild      | Amtszeit  | Anmerkungen                  |
| Kolumbien                                    | Kolumbien | Kolumbien | Kolumbien                    |
| -------------------------------------------- | --------- | --------- | ---------------------------- |
| Alfred Mühlmann                              |           | 1957–1959 | Leiter der Handelsvertretung |
| Hermann Schneider                            |           | 1959–1960 | Leiter der HV                |
| Walter Kramer                                |           | 1960–1962 | Leiter der HV                |
| Wolfgang Sorgenicht (* 1931)                 |           | 1962–1967 | Leiter der HV                |
| Johannes Held                                |           | 1967      | Leiter der HV                |
| Werner Hänold (1929–2007)                    |           | 1968–1972 | Leiter der HV                |
| Karl Engelhardt (* 1928)                     |           | 1972–1973 | Leiter der HV                |
| Diplomatische Beziehungen seit 23. März 1973 |           |           |                              |
| Horst Neumann (* 1938)                       |           | 1973      | Geschäftsträger              |
| Walter Weber (* 1934)                        |           | 1973–1980 | Botschafter                  |
| Günter Blum (1922–1990)                      |           | 1980–1982 | Botschafter                  |
| Karlheinz Möbus (1938–2014)                  |           | 1982–1986 | Botschafter                  |
| Heinz Löhn (* 1934)                          |           | 1986–1989 | Botschafter                  |
| Arthur Höltge (* 1932)                       |           | 1989–1990 | Botschafter                  |

### Komoren
| Name                                            | Bild    | Amtszeit  | Anmerkungen                               |
| Komoren                                         | Komoren | Komoren   | Komoren                                   |
| ----------------------------------------------- | ------- | --------- | ----------------------------------------- |
| Diplomatische Beziehungen seit 14. Februar 1976 |         |           |                                           |
| Helmut Matthes (1935–2019)                      |         | 1976      | zweitakkreditiert aus Daressalam/Tansania |
| Hans-Jürgen Weitz (1923–1997)                   |         | 1977–1981 | zweitakkreditiert aus Daressalam/Tansania |
| Werner Schedlich (1928–2019)                    |         | 1981–1984 | zweitakkreditiert aus Daressalam/Tansania |
| Dieter Klinkert (1931–2016)                     |         | 1985–1989 | zweitakkreditiert aus Daressalam/Tansania |
| Wolf Schunke (* 1940)                           |         | 1989–1990 | zweitakkreditiert aus Daressalam/Tansania |

### Kongo
| Name                                          | Bild                | Amtszeit            | Anmerkungen                |
| Volksrepublik Kongo                           | Volksrepublik Kongo | Volksrepublik Kongo | Volksrepublik Kongo        |
| --------------------------------------------- | ------------------- | ------------------- | -------------------------- |
| Diplomatische Beziehungen seit 5. Januar 1970 |                     |                     |                            |
| Manfred Richter (* 1934)                      |                     | 1970–1972           | AGMB, Lt. d. Gesandtschaft |
| Manfred Richter (* 1934)                      |                     | 1972–1973           | Botschafter                |
| Werner Dordan                                 |                     | 1973–1979           | Botschafter                |
| Horstmar Kohl (* 1927)                        |                     | 1979–1984           | Botschafter                |
| Gert Reicherdt                                |                     | 1984–1986           | Botschafter                |
| Ronald Weidemann (1931–2022)                  |                     | 1986–1990           | Botschafter                |

### Korea, Demokratische Volksrepublik
| Name                                            | Bild      | Amtszeit  | Anmerkungen                        |
| Nordkorea                                       | Nordkorea | Nordkorea | Nordkorea                          |
| ----------------------------------------------- | --------- | --------- | ---------------------------------- |
| Diplomatische Beziehungen seit 7. November 1949 |           |           |                                    |
| Johannes König (1903–1966)                      |           | 1951–1954 | Botschafter, Lt. der Dipl. Mission |
| Richard Fischer (1906–1991)                     |           | 1954–1959 | Botschafter                        |
| Kurt Schneidewind (1912–1983)                   |           | 1960–1963 | Botschafter                        |
| Otto Becker (1928–2015)                         |           | 1963–1964 | Botschafter                        |
| Horst Brie (1923–2014)                          |           | 1964–1968 | Botschafter                        |
| Georg Henke (1908–1986)                         |           | 1968–1972 | Botschafter                        |
| Franz Everhartz (* 1923)                        |           | 1972–1978 | Botschafter                        |
| Dietrich Jark (1932–2016)                       |           | 1978–1981 | Botschafter                        |
| Hermann Schwiesau (* 1937)                      |           | 1981–1982 | Botschafter                        |
| Karl-Heinz Kern (1930–2022)                     |           | 1982–1986 | Botschafter                        |
| Hans Maretzki (* 1933)                          |           | 1987–1990 | Botschafter                        |
| Klaus Zorn (* 1934)                             |           | 1990      | Botschafter                        |

### Kuba
| Name                                           | Bild | Amtszeit  | Anmerkungen                      |
| Kuba                                           | Kuba | Kuba      | Kuba                             |
| ---------------------------------------------- | ---- | --------- | -------------------------------- |
| Walter Klein (1917–1987)                       |      | 1960–1961 | Leiter der Handelsvertretung     |
| Karl Lösch                                     |      | 1961–1963 | Legationsrat, Leiter der Mission |
| Diplomatische Beziehungen seit 12. Januar 1963 |      |           |                                  |
| Fritz Johne (1911–1989)                        |      | 1963–1967 | Botschafter                      |
| Joachim Naumann (1929–2019)                    |      | 1967–1973 | Botschafter                      |
| Helmut Bauermeister (1927–1989)                |      | 1973–1975 | Botschafter                      |
| Heinz Langer (1935–2022)                       |      | 1975–1979 | Botschafter                      |
| Harry Spindler (1931–1992)                     |      | 1979–1983 | Botschafter                      |
| Heinz Langer (1935–2022)                       |      | 1983–1986 | Botschafter                      |
| Karlheinz Möbus (1938–2014)                    |      | 1986–1990 | Botschafter                      |

### Kuwait
| Name                                             | Bild   | Amtszeit  | Anmerkungen |
| Kuwait                                           | Kuwait | Kuwait    | Kuwait |
| ------------------------------------------------ | ------ | --------- | --- |
| Walter Issleib (* 1923)                          |        | 1970      | Legationsrat, Lt. d. Handelsvertretung                                                                                                  |
| Walter Issleib (* 1923)                          |        | 1970–1972 | Generalkonsul, Lt. d. Generalkonsulates                                                                                                 |
| Diplomatische Beziehungen seit 18. Dezember 1972 |        |           | |
| Hans-Jürgen Weitz (1923–1997)                    |        | 1973      | zweitakkreditiert aus Bagdad/Irak |
| Günter Schurath (1929–2004)                      |        | 1974–1975 | Botschafter |
| Günther Doberenz (1923–1999)                     |        | 1975–1982 | Botschafter |
| Arne C. Seifert (* 1937)                         |        | 1982–1987 | Botschafter |
| Kurt Merkel (1934–2020)                          |        | 1987–1990 | Botschafter, wegen des Irak-Überfalls 1990 nach Bagdad verschleppt, dann durch Initiative von Willy Brandt nach Deutschland ausgeflogen |

### Laos
| Name                                        | Bild | Amtszeit  | Anmerkungen                            |
| Laos                                        | Laos | Laos      | Laos                                   |
| ------------------------------------------- | ---- | --------- | -------------------------------------- |
| Joachim Naumann (1929–2019)                 |      | 1962–1963 | Bevollmächtigter der Regierung der DDR |
| Diplomatische Beziehungen seit 27. Mai 1974 |      |           |                                        |
| Dietrich Jarck (1932–2016)                  |      | 1974–1978 | Botschafter                            |
| Günter Horn (1930–2021)                     |      | 1978–1981 | Botschafter                            |
| Dieter Doering (1930–2010)                  |      | 1981–1984 | Botschafter                            |
| Dietrich Jarck (1932–2016)                  |      | 1984–1989 | Botschafter                            |
| Günter Horn (1930–2021)                     |      | 1989–1990 | Botschafter                            |

### Lesotho
| Name                                         | Bild    | Amtszeit  | Anmerkungen                           |
| Lesotho                                      | Lesotho | Lesotho   | Lesotho                               |
| -------------------------------------------- | ------- | --------- | ------------------------------------- |
| Diplomatische Beziehungen seit 22. März 1976 |         |           |                                       |
| Gerhard Stein (1922–1987)                    |         | 1977–1979 | zweitakkreditiert aus Lusaka/Sambia   |
| Horst Köhler (1924–1984)                     |         | 1979–1984 | zweitakkreditiert aus Lusaka/Sambia   |
| Helmut Matthes (1935–2019)                   |         | 1986–1988 | zweitakkreditiert aus Maputo/Mosambik |
| Günther Fritsch (* 1930)                     |         | 1989–1990 | zweitakkreditiert aus Maputo/Mosambik |

### Libanon
| Name                                             | Bild    | Amtszeit  | Anmerkungen                          |
| Libanon                                          | Libanon | Libanon   | Libanon                              |
| ------------------------------------------------ | ------- | --------- | ------------------------------------ |
| Alfred Grimm                                     |         | 1955–1956 | Handelsrat, Lt. d. Handelsvertretung |
| Werner Hänold (1929–2007)                        |         | 1957–1960 | Handelsrat, Lt. d. HV                |
| Manfred Schneider                                |         | 1960–1962 | Handelsrat, Lt. d. HV                |
| Heinrich Krüger                                  |         | 1962–1963 | Handelsrat, Lt. d. HV                |
| Fritz Helbig                                     |         | 1963–1967 | Handelsrat, Lt. d. HV                |
| Gerhard Herder (* 1928)                          |         | 1968–1972 | Legationsr., Lt. d. HV               |
| Diplomatische Beziehungen seit 24. Dezember 1972 |         |           |                                      |
| Gerhard Herder (* 1928)                          |         | 1973      | Botschafter                          |
| Bruno Sedlaczek (* 1928)                         |         | 1973–1978 | Botschafter                          |
| Achim Reichardt (* 1929)                         |         | 1978–1981 | Botschafter                          |
| Bruno Sedlaczek (* 1928)                         |         | 1981–1986 | Botschafter                          |
| Horst Lindner (* 1931)                           |         | 1986–1988 | Botschafter                          |
| Siegfried Löwe (* 1935)                          |         | 1988–1990 | Botschafter                          |

### Liberia
| Name                                              | Bild    | Amtszeit  | Anmerkungen                       |
| Liberia                                           | Liberia | Liberia   | Liberia                           |
| ------------------------------------------------- | ------- | --------- | --------------------------------- |
| Diplomatische Beziehungen seit 28. September 1973 |         |           |                                   |
| Johannes Vogel (1928–2017)                        |         | 1974–1975 | zweitakkreditiert aus Accra/Ghana |
| Werner Schedlich (1928–2019)                      |         | 1975–1978 | zweitakkreditiert aus Accra/Ghana |
| Horst Hähnel (* 1932)                             |         | 1978–1981 | zweitakkreditiert aus Accra/Ghana |
| Herbert Denzler (1926–2015)                       |         | 1981–1984 | zweitakkreditiert aus Accra/Ghana |
| Franz Everhartz (* 1923)                          |         | 1985–1988 | zweitakkreditiert aus Accra/Ghana |
| Gottfried Bühring (* 1937)                        |         | 1988–1990 | zweitakkreditiert aus Accra/Ghana |

### Libyen
| Name                                         | Bild   | Amtszeit  | Anmerkungen                |
| Libyen                                       | Libyen | Libyen    | Libyen                     |
| -------------------------------------------- | ------ | --------- | -------------------------- |
| Achim Reichard (* 1929)                      |        | 1965–1968 | Beauftragter der Regierung |
| Ronald Böttcher (1928–2014)                  |        | 1968–1971 | Beauftragter der Regierung |
| Alfred Hengelhaupt                           |        | ?–?       | Geschäftsträger            |
| Diplomatische Beziehungen seit 11. Juni 1973 |        |           |                            |
| Ronald Böttcher (1928–2014)                  |        | 1973–1975 | Botschafter                |
| Freimut Seidel (* 1934)                      |        | 1975–1981 | Botschafter                |
| Wolfgang Bator (* 1927)                      |        | 1981–1986 | Botschafter                |
| Heinz Knobbe (1932–2021)                     |        | 1986–1990 | Botschafter                |

### Liechtenstein
| Name                                         | Bild          | Amtszeit      | Anmerkungen                        |
| Liechtenstein                                | Liechtenstein | Liechtenstein | Liechtenstein                      |
| -------------------------------------------- | ------------- | ------------- | ---------------------------------- |
| Diplomatische Beziehungen seit 28. Juni 1973 |               |               |                                    |
| Günther Ullrich (1930–2000)                  |               | 1973–1976     | zweitakkreditiert aus Bern/Schweiz |
| Herbert Barth (* 1929)                       |               | 1976–1980     | zweitakkreditiert aus Bern/Schweiz |
| Eckhard Bibow (1930–2022)                    |               | 1986–1990     | zweitakkreditiert aus Bern/Schweiz |

### Luxemburg
| Name                                          | Bild      | Amtszeit  | Anmerkungen                           |
| Luxemburg                                     | Luxemburg | Luxemburg | Luxemburg                             |
| --------------------------------------------- | --------- | --------- | ------------------------------------- |
| Diplomatische Beziehungen seit 5. Januar 1973 |           |           |                                       |
| Heinz Hoffmann (* 1921)                       |           | 1973–1986 | zweitakkreditiert aus Brüssel/Belgien |
| Ernst Walkowski (1931–2011)                   |           | 1986–1990 | zweitakkreditiert aus Brüssel/Belgien |

### Madagaskar
| Name                                             | Bild       | Amtszeit   | Anmerkungen                               |
| Madagaskar                                       | Madagaskar | Madagaskar | Madagaskar                                |
| ------------------------------------------------ | ---------- | ---------- | ----------------------------------------- |
| Diplomatische Beziehungen seit 29. November 1973 |            |            |                                           |
| Helmut Matthes (1935–2019)                       |            | 1974–1976  | zweitakkreditiert aus Daressalam/Tansania |
| Hans-Jürgen Weitz (1923–1997)                    |            | 1976–1980  | zweitakkreditiert aus Daressalam/Tansania |
| Manfred Richter (* 1934)                         |            | 1980–1981  | Botschafter                               |
| Manfred Schubarth (* 1933)                       |            | 1982–1985  | Botschafter                               |
| Klaus Ernst (* 1936)                             |            | 1985–1989  | Botschafter                               |
| Eleonora Schmid (* 1939)                         |            | 1989–1990  | Botschafterin                             |

### Malaysia
| Name                                         | Bild     | Amtszeit  | Anmerkungen                              |
| Malaysia                                     | Malaysia | Malaysia  | Malaysia                                 |
| -------------------------------------------- | -------- | --------- | ---------------------------------------- |
| Diplomatische Beziehungen seit 4. April 1973 |          |           |                                          |
| Werner Peters (* 1939)                       |          | 1973      | Geschäftsträger                          |
| Günter Gahlich (1932–1977)                   |          | 1974–1977 | zweitakkreditiert aus Jakarta/Indonesien |
| Eberhard Feister (1930–1987)                 |          | 1978–1980 | zweitakkreditiert aus Jakarta/Indonesien |
| Klaus Mäser (1932–2008)                      |          | 1980–1986 | Botschafter                              |
| Wolfgang Seyfarth (* 1937)                   |          | 1986–1990 | Botschafter                              |

### Malediven
| Name                                        | Bild      | Amtszeit  | Anmerkungen                             |
| Malediven                                   | Malediven | Malediven | Malediven                               |
| ------------------------------------------- | --------- | --------- | --------------------------------------- |
| Diplomatische Beziehungen seit 22. Mai 1970 |           |           |                                         |
| Helmut Faulwetter (1929–1989)               |           | 1970–1973 | zweitakkreditiert aus Colombo/Sri Lanka |
| Kraft Bumbel (1926–1997)                    |           | 1974–1977 | zweitakkreditiert aus Colombo/Sri Lanka |
| Bruno Mey (1932–2003)                       |           | 1978–1981 | zweitakkreditiert aus Colombo/Sri Lanka |
| Dieter Philipp (* 1938)                     |           | 1982–1986 | zweitakkreditiert aus Colombo/Sri Lanka |
| Helmut Höhlig (* 1934)                      |           | 1987–1990 | zweitakkreditiert aus Colombo/Sri Lanka |

### Mali
| Name                                          | Bild | Amtszeit  | Anmerkungen                  |
| Mali                                          | Mali | Mali      | Mali                         |
| --------------------------------------------- | ---- | --------- | ---------------------------- |
| Gottfried Lessing (1914–1979)                 |      | 1961      | Legationsrat, Leiter der WHM |
| Wilhelm Groß                                  |      | 1961–1964 | Legationsrat, Leiter der WHM |
| Manfred Richter (* 1934)                      |      | 1964–1965 | Legationsrat, Leiter der WHM |
| Ronald Weidemann (1931–2022)                  |      | 1965–1968 | Legationsrat, Leiter der WHM |
| Manfred Richter (* 1934)                      |      | 1968–1970 | Legationsrat, Leiter der WHM |
| Johannes Schöche (* 1937)                     |      | 1970–1973 | Legationsrat, Leiter der WHM |
| Diplomatische Beziehungen seit 19. April 1973 |      |           |                              |
| Johannes Schöche (* 1937)                     |      | 1973–1975 | Botschafter                  |
| Alfred Peukert (1925–2013)                    |      | 1975–1977 | Botschafter                  |
| Manfred Thiede (1936–2020)                    |      | 1977–1980 | Botschafter                  |
| Erich Meske (1932–2009)                       |      | 1980–1985 | Botschafter                  |
| Karl-Heinz Witzke (* 1938)                    |      | 1985–1989 | Botschafter                  |
| Helmut Plettner (* 1929)                      |      | 1989–1990 | Botschafter                  |

### Malta
| Name                                           | Bild  | Amtszeit  | Anmerkungen                                    |
| Malta                                          | Malta | Malta     | Malta                                          |
| ---------------------------------------------- | ----- | --------- | ---------------------------------------------- |
| Diplomatische Beziehungen seit 6. Februar 1973 |       |           |                                                |
| Heinz Lehmann                                  |       | 1974–1979 | Geschäftsträger, akkreditiert aus Rom/Italien  |
| Hans Voß (1931–2016)                           |       | 1979–1985 | zweitakkreditiert aus Rom/Italien              |
| Wolfgang Kiesewetter (1924–1991)               |       | 1985–1990 | zweitakkreditiert aus Rom/Italien              |
| Alfred Marter (1934–1998)                      |       | 1990      | Botschafter, nebenakkreditiert aus Rom/Italien |

### Marokko
| Name                                             | Bild    | Amtszeit  | Anmerkungen                              |
| Marokko                                          | Marokko | Marokko   | Marokko                                  |
| ------------------------------------------------ | ------- | --------- | ---------------------------------------- |
| Siegfried Kämpf (1929–2005)                      |         | 1962–1964 | Leiter der Handelsvertretung             |
| Anton Schäfer                                    |         | 1964–1967 | Handelsrat, Leiter der Handelsvertretung |
| Werner Todtmann                                  |         | 1967–1972 | Handelsrat, Leiter der Handelsvertretung |
| Diplomatische Beziehungen seit 29. Dezember 1972 |         |           |                                          |
| Wilfried Kittler (* 1929)                        |         | 1973–1978 | Botschafter                              |
| Hans Scharf (1926–1980)                          |         | 1978–1980 | Botschafter                              |
| Eleonora Schmid (* 1939)                         |         | 1980–1987 | Botschafterin                            |
| Manfred Richter (* 1934)                         |         | 1987–1990 | Botschafter                              |

### Mauretanien
| Name                                           | Bild        | Amtszeit    | Anmerkungen                       |
| Mauretanien                                    | Mauretanien | Mauretanien | Mauretanien                       |
| ---------------------------------------------- | ----------- | ----------- | --------------------------------- |
| Diplomatische Beziehungen seit 20. Januar 1973 |             |             |                                   |
| Manfred Thiede (1936–2020)                     |             | 1978–1980   | zweitakkreditiert aus Bamako/Mali |
| Erich Meske (1932–2009)                        |             | 1980–1985   | zweitakkreditiert aus Bamako/Mali |
| Karl-Heinz Witzke (* 1938)                     |             | 1985–1989   | zweitakkreditiert aus Bamako/Mali |

### Mauritius
| Name                                            | Bild      | Amtszeit  | Anmerkungen                               |
| Mauritius                                       | Mauritius | Mauritius | Mauritius                                 |
| ----------------------------------------------- | --------- | --------- | ----------------------------------------- |
| Diplomatische Beziehungen seit 29. Oktober 1974 |           |           |                                           |
| Helmut Matthes (1935–2019)                      |           | 1975–1976 | zweitakkreditiert aus Daressalam/Tansania |
| Hans-Jürgen Weitz (1923–1997)                   |           | 1977–1981 | zweitakkreditiert aus Daressalam/Tansania |
| Werner Schedlich (1928–2019)                    |           | 1981–1984 | zweitakkreditiert aus Daressalam/Tansania |
| Dieter Klinkert (1931–2016)                     |           | 1985–1989 | zweitakkreditiert aus Daressalam/Tansania |
| Wolf Schunke (* 1940)                           |           | 1989–1990 | zweitakkreditiert aus Daressalam/Tansania |

### Mexiko
| Name                                        | Bild   | Amtszeit  | Anmerkungen                       |
| Mexiko                                      | Mexiko | Mexiko    | Mexiko                            |
| ------------------------------------------- | ------ | --------- | --------------------------------- |
| Heinz Löhn (* 1934)                         |        | 1968–1971 | Leiter der Handelsvertretung      |
| Alfred Patzak (1931–2012)                   |        | 1971–1972 | amt. Leiter der Handelsvertretung |
| Heinz Seidel                                |        | 1972–1973 | Leiter der Handelsvertretung      |
| Diplomatische Beziehungen seit 5. Juni 1973 |        |           |                                   |
| Gerhard Korth (* 1929)                      |        | 1973–1977 | Botschafter                       |
| Peter Lorf (1932–2019)                      |        | 1978–1982 | Botschafter                       |
| Peter Gleinig (* 1938)                      |        | 1982–1983 | Geschäftsträger                   |
| Joachim Naumann (1929–2019)                 |        | 1983–1988 | Botschafter                       |
| Gerhard Korth (* 1929)                      |        | 1988–1990 | Botschafter                       |
| Günter Metzker (* 1935)                     |        | 1990      | Botschafter                       |

### Moçambique/Mosambik
| Name                                         | Bild     | Amtszeit  | Anmerkungen |
| Mosambik                                     | Mosambik | Mosambik  | Mosambik    |
| -------------------------------------------- | -------- | --------- | ----------- |
| Diplomatische Beziehungen seit 25. Juni 1975 |          |           |             |
| Johannes Vogel (1928–2017)                   |          | 1975–1978 | Botschafter |
| Julian Hollender (1938–2010)                 |          | 1978–1981 | Botschafter |
| Johannes Vogel (1928–2017)                   |          | 1981–1983 | Botschafter |
| Helmut Matthes (1935–2019)                   |          | 1984–1988 | Botschafter |
| Günther Fritsch (* 1930)                     |          | 1988–1990 | Botschafter |

### Mongolei
| Name                                          | Bild      | Amtszeit                          | Anmerkungen                       |
| Mongolei                                      | Mongolei  | Mongolei                          | Mongolei                          |
| --------------------------------------------- | --------- | --------------------------------- | --------------------------------- |
| Diplomatische Beziehungen seit 13. April 1950 |           |                                   |                                   |
| Rudolf Appelt (1900–1955)                     |           | 1953–1954                         | Botschafter, Lt. d. Dipl. Mission |
| Rudolf Appelt (1900–1955)                     | 1954–1955 | Botschafter, Lt. d. Gesandtschaft |                                   |
| Johannes König (1903–1966)                    |           | 1955–1958                         | Botschafter                       |
| Johannes Dick (1910–1963)                     |           | 1959–1961                         | Botschafter                       |
| Karl Speiser (* 1914)                         |           | 1961–1964                         | Botschafter                       |
| Klaus Willerding (1923–1982)                  |           | 1964–1968                         | Botschafter                       |
| Willy Hüttenrauch (1909–1996)                 |           | 1968–1972                         | Botschafter                       |
| Berthold Handwerker (1920–2002)               |           | 1972–1976                         | Botschafter                       |
| Egon Rommel (* 1930)                          |           | 1976–1981                         | Botschafter                       |
| Heinz Bauer (1929–1992)                       |           | 1981–1986                         | Botschafter                       |
| Lothar Zöllner (* 1931)                       |           | 1987–1990                         | Botschafter                       |

### Myanmar
| Name                                            | Bild                                | Amtszeit                            | Anmerkungen                                  |
| Birma (bis 1989), Myanmar (ab 1989)             | Birma (bis 1989), Myanmar (ab 1989) | Birma (bis 1989), Myanmar (ab 1989) | Birma (bis 1989), Myanmar (ab 1989)          |
| ----------------------------------------------- | ----------------------------------- | ----------------------------------- | -------------------------------------------- |
| Hans Glockner                                   |                                     | 1955–1956                           | Handelsrat, Leiter der Kammervertretung      |
| Hans-Joachim Lemnitzer (* 1931)                 |                                     | 1956                                | Handelsrat, Leiter der Kammervertretung      |
| Horst Behrend                                   |                                     | 1956–1958                           | Handelsattaché, Leiter der Kammervertretung  |
| Theodor Richter                                 |                                     | 1958–1960                           | Handelsrat, Leiter der Kammervertretung      |
| Hans Voß (1931–2016)                            |                                     | 1960–1963                           | Generalkonsul, Leiter des Generalkonsulates  |
| Hans Joachim Radde (1927–2009)                  |                                     | 1963–1968                           | Generalkonsul, Leiter des Generalkonsulates  |
| Karl-Heinz Vesper (1931–2006)                   |                                     | 1968–1971                           | Generalkonsul, Leiter des Generalkonsulates  |
| Siegfried Kühnel (* 1932)                       |                                     | 1971–1973                           | Generalkonsul, Leiter des Generalkonsulates  |
| Diplomatische Beziehungen seit 23. Februar 1973 |                                     |                                     |                                              |
| Siegfried Kühnel (* 1932)                       |                                     | 1973–1977                           | Botschafter                                  |
| Hans Fischer (1924–1983)                        |                                     | 1977–1982                           | Botschafter                                  |
| Klaus Mäser (1932–2008)                         |                                     | 1982–1986                           | zweitakkreditiert aus Kuala Lumpur, Malaysia |
| Wolfgang Seyfarth (* 1937)                      |                                     | 1986–1990                           | zweitakkreditiert aus Kuala Lumpur, Malaysia |

### Namibia
| Name                                         | Bild    | Amtszeit  | Anmerkungen                       |
| Namibia                                      | Namibia | Namibia   | Namibia                           |
| -------------------------------------------- | ------- | --------- | --------------------------------- |
| Hans-Georg Schleicher (1943–2024)            |         | 1989–1990 | Botschafter, Lt. d. Dipl. Mission |
| Diplomatische Beziehungen seit 21. März 1990 |         |           |                                   |
| Hans-Georg Schleicher (1943–2024)            |         | 1990      | Geschäftsträger                   |
| Frank Hildebrandt                            |         | 1990      | Geschäftsträger                   |

### Nauru
Nauru
Diplomatische Beziehungen seit 15. April 1979 – Es wurden keine Botschafter akkreditiert.

### Nepal
| Name                                             | Bild  | Amtszeit  | Anmerkungen                             |
| Nepal                                            | Nepal | Nepal     | Nepal                                   |
| ------------------------------------------------ | ----- | --------- | --------------------------------------- |
| Heinz Erbig (* 1933)                             |       | 1971–1972 | Generalkonsul, Lt. d. Generalkonsulates |
| Diplomatische Beziehungen seit 20. Dezember 1972 |       |           |                                         |
| Herbert Fischer (1914–2006)                      |       | 1973–1974 | zweitakkreditiert aus Neu-Delhi/Indien  |
| Wolfgang Schüßler (1930–2023)                    |       | 1974–1975 | zweitakkreditiert aus Neu-Delhi/Indien  |
| Karl Gadow (1913–1992)                           |       | 1975–1978 | Botschafter                             |
| Walter Schmidt (* 1929)                          |       | 1980–1986 | Botschafter                             |
| Lothar Strauß (* 1926)                           |       | 1988–1990 | Botschafter                             |

### Neuseeland
| Name                                        | Bild       | Amtszeit   | Anmerkungen                               |
| Neuseeland                                  | Neuseeland | Neuseeland | Neuseeland                                |
| ------------------------------------------- | ---------- | ---------- | ----------------------------------------- |
| Diplomatische Beziehungen seit 31. Mai 1974 |            |            |                                           |
| Hans Richter (1930–1978)                    |            | 1974–1977  | zweitakkreditiert aus Canberra/Australien |
| Gerhard Lindner (1930–2010)                 |            | 1977–1982  | zweitakkreditiert aus Canberra/Australien |
| Joachim Elm (1931–2012)                     |            | 1982–1989  | zweitakkreditiert aus Canberra/Australien |
| Ernst Kube (* 1928)                         |            | 1989–1990  | zweitakkreditiert aus Canberra/Australien |

### Nicaragua
| Name                                         | Bild      | Amtszeit  | Anmerkungen     |
| Nicaragua                                    | Nicaragua | Nicaragua | Nicaragua       |
| -------------------------------------------- | --------- | --------- | --------------- |
| Diplomatische Beziehungen seit 20. Juli 1979 |           |           |                 |
| Gerhard Korth (* 1929)                       |           | 1979–1980 | Geschäftsträger |
| Gerald Möckel (1935–2012)                    |           | 1980–1983 | Botschafter     |
| Heinrich März (* 1939)                       |           | 1983–1988 | Botschafter     |
| Matthias Dietrich (* 1949)                   |           | 1988–1990 | Botschafter     |

### Niederlande
| Name                                          | Bild        | Amtszeit    | Anmerkungen                 |
| Niederlande                                   | Niederlande | Niederlande | Niederlande                 |
| --------------------------------------------- | ----------- | ----------- | --------------------------- |
| Ernst Düe                                     |             | 1955–1957   | Leiter der Kammervertretung |
| Hellmar Röhle                                 |             | 1957–1959   | Leiter der KV               |
| Kurt Schnell (1914–1971)                      |             | 1959–1962   | Handelsrat, Lt. d. KV       |
| Hans-Georg Träger                             |             | 1962–1963   | Leiter der KV               |
| Rudolf Blankenburger (1911–?)                 |             | 1963–1972   | Handelsrat, Lt. d. KV       |
| Ernst Großkopf                                |             | 1972–1973   | Handelsrat, Lt. d. KV       |
| Diplomatische Beziehungen seit 5. Januar 1973 |             |             |                             |
| Klaus Wolf (1934–2019)                        |             | 1973–1975   | Botschafter                 |
| Gerhard Waschewski (1929–2009)                |             | 1975–1981   | Botschafter                 |
| Willy Hoffmann (1925–1990)                    |             | 1981–1982   | Botschafter                 |
| Wolfgang Strohmeyer (* 1930)                  |             | 1982–1988   | Botschafter                 |
| Karl Wildau (* 1928)                          |             | 1988–1990   | Botschafter                 |
| Lothar Nestler (1932–2015)                    |             | 1990        | Botschafter                 |

### Niger
| Name                                        | Bild  | Amtszeit  | Anmerkungen                       |
| Niger                                       | Niger | Niger     | Niger                             |
| ------------------------------------------- | ----- | --------- | --------------------------------- |
| Diplomatische Beziehungen seit 4. März 1975 |       |           |                                   |
| Alfred Peukert (1925–2013)                  |       | 1975–1977 | zweitakkreditiert aus Bamako/Mali |
| Manfred Thiede (1936–2020)                  |       | 1977–1980 | zweitakkreditiert aus Bamako/Mali |
| Erich Meske (1932–2009)                     |       | 1981–1985 | zweitakkreditiert aus Bamako/Mali |
| Karl-Heinz Witzke (* 1938)                  |       | 1988–1989 | zweitakkreditiert aus Bamako/Mali |

### Nigeria
| Name                                            | Bild    | Amtszeit  | Anmerkungen |
| Nigeria                                         | Nigeria | Nigeria   | Nigeria     |
| ----------------------------------------------- | ------- | --------- | ----------- |
| Diplomatische Beziehungen seit 10. Februar 1973 |         |           |             |
| Gerhard Künzel (* 1923)                         |         | 1973–1976 | Botschafter |
| Wolfgang Seyfarth (* 1937)                      |         | 1976–1980 | Botschafter |
| Wolf Schunke (* 1940)                           |         | 1980–1985 | Botschafter |
| Gerhard Haida (1937–2014)                       |         | 1985–1988 | Botschafter |
| Manfred Seiferth (1940–2021)                    |         | 1988–1990 | Botschafter |

### Norwegen
| Name                                           | Bild     | Amtszeit  | Anmerkungen                                 |
| Norwegen                                       | Norwegen | Norwegen  | Norwegen                                    |
| ---------------------------------------------- | -------- | --------- | ------------------------------------------- |
| Ernst Düe                                      |          | 1957–1959 | Leiter der Kammervertretung                 |
| Gustav Jüttner                                 |          | 1959–1963 | Handelsrat, Leiter der Kammervertretung     |
| Johann Wasserfuhr                              |          | 1963–1965 | Handelsrat, Leiter der Kammervertretung     |
| Hans-Joachim Rothe                             |          | 1965–1969 | Handelsrat, Leiter der Kammervertretung     |
| Wilhelm Zähler                                 |          | 1969–1972 | Handelsrat, Leiter der Kammervertretung     |
| Peter Hintzmann (1936–1998)                    |          | 1972–1973 | Botschaftsrat, Leiter der Handelsvertretung |
| Diplomatische Beziehungen seit 17. Januar 1973 |          |           |                                             |
| Peter Hintzmann (1936–1998)                    |          | 1973–1977 | Botschafter                                 |
| Werner Krause (* 1935)                         |          | 1977–1984 | Botschafter                                 |
| Gerhard Waschewski (1929–2009)                 |          | 1984–1989 | Botschafter                                 |
| Günter Schurath (1929–2004)                    |          | 1989–1990 | Botschafter                                 |

### Österreich
| Name                                             | Bild       | Amtszeit   | Anmerkungen                  |
| Österreich                                       | Österreich | Österreich | Österreich                   |
| ------------------------------------------------ | ---------- | ---------- | ---------------------------- |
| Gerd Falkenburg                                  |            | 1954–1955  | Leiter der Kammervertretung  |
| Kurt Haubenreißer                                |            | 1955–1958  | Leiter der KV                |
| Karl Keilholz                                    |            | 1958–1962  | Leiter der KV                |
| Paul Knoblauch                                   |            | 1962–1965  | Handelsrat, Lt. d. KV        |
| Franz Gloth                                      |            | 1965–1969  | Handelsrat, Lt. d. KV        |
| Günter Kämmler (* 1926)                          |            | 1969–1973  | Legationsrat/AGBM, Lt. d. KV |
| Diplomatische Beziehungen seit 21. Dezember 1972 |            |            |                              |
| Werner Fleck (1931–2018)                         |            | 1973–1976  | Botschafter                  |
| Gerhard Schramm (1923–2010)                      |            | 1976–1983  | Botschafter                  |
| Horst Grunert (1928–2005)                        |            | 1983–1986  | Botschafter                  |
| Klaus Wolf (1934–2019)                           |            | 1986–1990  | Botschafter                  |

### Pakistan
| Name                                             | Bild     | Amtszeit  | Anmerkungen |
| Pakistan                                         | Pakistan | Pakistan  | Pakistan    |
| ------------------------------------------------ | -------- | --------- | ----------- |
| Diplomatische Beziehungen seit 15. November 1972 |          |           |             |
| Hans Maretzki (* 1933)                           |          | 1973–1977 | Botschafter |
| Roland Lindner (1937–2022)                       |          | 1977–1980 | Botschafter |
| Kurt Meier (* 1930)                              |          | 1980–1984 | Botschafter |
| Hans-Joachim Rehmer (* 1937)                     |          | 1984–1988 | Botschafter |
| Karl Fischer (* 1939)                            |          | 1988–1990 | Botschafter |

### Palästina
| Name | Bild      | Amtszeit  | Anmerkungen                          |
| Palästina | Palästina | Palästina | Palästina                            |
| --- | --------- | --------- | ------------------------------------ |
| Diplomatische Beziehungen seit 18. November 1988 (Datum der Anerkennung des Staates Palästina durch die DDR) |           |           |                                      |
| Manfred Stantke (* 1927)                                                                                     |           | 1989–1990 | zweitakkreditiert aus Tunis/Tunesien |

### Panama
| Name                                           | Bild   | Amtszeit  | Anmerkungen                               |
| Panama                                         | Panama | Panama    | Panama                                    |
| ---------------------------------------------- | ------ | --------- | ----------------------------------------- |
| Diplomatische Beziehungen seit 28. Januar 1974 |        |           |                                           |
| Peter Lorf (1932–2019)                         |        | 1978–1982 | zweitakkreditiert aus Mexiko-Stadt/Mexiko |
| Joachim Naumann (1929–2019)                    |        | 1983–1988 | zweitakkreditiert aus Mexiko-Stadt/Mexiko |
| Gerhard Korth (* 1929)                         |        | 1988–1990 | zweitakkreditiert aus Mexiko-Stadt/Mexiko |

### Papua-Neuguinea
Papua-Neuguinea
Diplomatische Beziehungen seit 1. Dezember 1978
Für Port Moresby wurden keine Botschafter benannt.

### Peru
| Name                                             | Bild | Amtszeit  | Anmerkungen |
| Peru                                             | Peru | Peru      | Peru        |
| ------------------------------------------------ | ---- | --------- | ----------- |
| Diplomatische Beziehungen seit 28. Dezember 1972 |      |           |             |
| Edgar Fries (* 1937)                             |      | 1973–1975 | Botschafter |
| Dieter Kulitzka (1931–2005)                      |      | 1975      | Botschafter |
| Gerhard Witten (1933–1997)                       |      | 1975–1980 | Botschafter |
| Arthur Höltge (* 1932)                           |      | 1980–1985 | Botschafter |
| Klaus Hartmann (1940–2017)                       |      | 1985–1990 | Botschafter |

### Philippinen
| Name                                              | Bild        | Amtszeit    | Anmerkungen                              |
| Philippinen                                       | Philippinen | Philippinen | Philippinen                              |
| ------------------------------------------------- | ----------- | ----------- | ---------------------------------------- |
| Diplomatische Beziehungen seit 21. September 1973 |             |             |                                          |
| Eberhard Feister (1930–1987)                      |             | 1978–1980   | zweitakkreditiert aus Jakarta/Indonesien |
| Kurt Merkel (1934–2020)                           |             | 1981–1986   | Botschafter                              |
| Eberhard Kunz (* 1937)                            |             | 1986–1989   | Botschafter                              |
| Joachim Wittwer (* 1940)                          |             | 1986–1990   | Botschafter                              |

### Polen
| Name                                            | Bild  | Amtszeit  | Anmerkungen                         |
| Polen                                           | Polen | Polen     | Polen                               |
| ----------------------------------------------- | ----- | --------- | ----------------------------------- |
| Diplomatische Beziehungen seit 18. Oktober 1949 |       |           |                                     |
| Friedrich Wolf (1888–1953)                      |       | 1949–1951 | Botschafter, Lt. d. Dipl. Mission   |
| Aenne Kundermann (1907–2000)                    |       | 1951–1953 | Botschafterin, Lt. d. Dipl. Mission |
| Stefan Heymann (1896–1967)                      |       | 1953–1957 | Botschafter                         |
| Josef Hegen (1907–1969)                         |       | 1957–1961 | Botschafter                         |
| Richard Gyptner (1901–1972)                     |       | 1961–1963 | Botschafter                         |
| Karl Mewis (1907–1987)                          |       | 1963–1968 | Botschafter                         |
| Rudolf Rossmeisl (1923–1986)                    |       | 1968–1973 | Botschafter                         |
| Günter Sieber (1930–2006)                       |       | 1973–1980 | Botschafter                         |
| Horst Neubauer (* 1936)                         |       | 1980–1988 | Botschafter                         |
| Jürgen van Zwoll (* 1939)                       |       | 1988–1990 | Botschafter                         |

### Portugal
| Name                                         | Bild     | Amtszeit  | Anmerkungen |
| Portugal                                     | Portugal | Portugal  | Portugal    |
| -------------------------------------------- | -------- | --------- | ----------- |
| Diplomatische Beziehungen seit 16. Juni 1974 |          |           |             |
| Erich Butzke (1920–1988)                     |          | 1974–1977 | Botschafter |
| Frank Bochow (1937–2012)                     |          | 1977–1982 | Botschafter |
| Siegfried Kämpf (1929–2005)                  |          | 1982–1985 | Botschafter |
| Julian Hollender (1938–2010)                 |          | 1986–1990 | Botschafter |

### Ruanda
| Name                                            | Bild   | Amtszeit  | Anmerkungen                          |
| Ruanda                                          | Ruanda | Ruanda    | Ruanda                               |
| ----------------------------------------------- | ------ | --------- | ------------------------------------ |
| Diplomatische Beziehungen seit 14. Februar 1973 |        |           |                                      |
| Hans Fischer (1924–1983)                        |        | 1973–1977 | zweitakkreditiert aus Kampala/Uganda |
| Gottfried Lessing (1914–1979)                   |        | 1978–1979 | zweitakkreditiert aus Kampala/Uganda |
| Gerhard Launicke (* 1941)                       |        | 1981–1983 | zweitakkreditiert aus Kampala/Uganda |
| Gerhard Feldbauer (* 1933)                      |        | 1986–1987 | zweitakkreditiert aus Kinshasa/Zaire |
| Manfred Schubarth (* 1933)                      |        | 1988–1990 | zweitakkreditiert aus Kinshasa/Zaire |

### Rumänien
| Name                                            | Bild     | Amtszeit  | Anmerkungen                                                 |
| Rumänien                                        | Rumänien | Rumänien  | Rumänien                                                    |
| ----------------------------------------------- | -------- | --------- | ----------------------------------------------------------- |
| Diplomatische Beziehungen seit 22. Oktober 1949 |          |           |                                                             |
| Jonny Löhr (1899–1967)                          |          | 1950–1951 | AGBM, Leiter der Diplomatischen Mission                     |
| Georg Handke (1894–1962)                        |          | 1952–1953 | AGBM, später Botschafter, Leiter der Diplomatischen Mission |
| Werner Eggerath (1900–1977)                     |          | 1954–1957 | Botschafter                                                 |
| Georg Stibi (1901–1982)                         |          | 1957–1958 | Botschafter                                                 |
| Wilhelm Bick (1903–1980)                        |          | 1958–1963 | Botschafter                                                 |
| Anton Ruh (1912–1964)                           |          | 1963–1964 | Botschafter                                                 |
| Ewald Moldt (1927–2019)                         |          | 1965–1970 | Botschafter                                                 |
| Hans Voß (1931–2016)                            |          | 1970–1977 | Botschafter                                                 |
| Siegfried Bock (1926–2019)                      |          | 1977–1984 | Botschafter                                                 |
| Herbert Plaschke (1929–2010)                    |          | 1984–1990 | Botschafter                                                 |

### Sambia
| Name                                            | Bild   | Amtszeit  | Anmerkungen               |
| Sambia                                          | Sambia | Sambia    | Sambia                    |
| ----------------------------------------------- | ------ | --------- | ------------------------- |
| Werner Schedlich (1928–2019)                    |        | 1964–1969 | Leiter der Handelsmission |
| Wolfgang Zielke                                 |        | 1969–1971 | Leiter der HM             |
| Diplomatische Beziehungen seit 21. Februar 1973 |        |           |                           |
| Gerhard Stein (1922–1987)                       |        | 1974–1979 | Botschafter               |
| Horst Köhler (1924–1984)                        |        | 1979–1984 | Botschafter               |
| Peter Gonschorek (* 1942)                       |        | 1985–1987 | Botschafter               |
| Günther Donath (* 1932)                         |        | 1987–1990 | Botschafter               |

### Samoa
Westsamoa
Diplomatische Beziehungen seit 20. Dezember 1988
Für Apia wurden keine Botschafter ernannt.

### San Marino
| Name                                             | Bild       | Amtszeit   | Anmerkungen                             |
| San Marino                                       | San Marino | San Marino | San Marino                              |
| ------------------------------------------------ | ---------- | ---------- | --------------------------------------- |
| Konsularische Beziehungen seit 26. November 1973 |            |            |                                         |
| Heinz Lehmann                                    |            | bis 1978   | Generalkonsul aus Rom/Italien akkredit. |
| Manfred Haustein                                 |            | 1978–1981  | GK aus Rom/Italien                      |
| Klaus Mehlitz                                    |            | 1981–1983  | GK aus Rom/Italien                      |
| Peter Michalek                                   |            | 1983–1985  | GK aus Rom/Italien                      |
| Klaus Mehlitz                                    |            | 1985–1988  | GK aus Rom/Italien                      |
| Manfred Haase                                    |            | 1988–1990  | GK aus Rom/Italien                      |

### Sansibar und Pemba, Volksrepublik
| Name                                                | Bild | Amtszeit  | Anmerkungen |
| --------------------------------------------------- | ---- | --------- | ----------- |
| Diplomatische Beziehungen 8. Dezember 1954 bis 1965 |      |           |             |
| Günther Fritsch (* 1930)                            |      | 1964–1965 | Botschafter |

Nach der Vereinigung Sansibars mit Tansania im Jahr 1964 wurde die DDR-Botschaft in Sansibar seit 1965 als Generalkonsulat in Tansania weitergeführt. In Sansibar arbeitete weiterhin ein Konsulat.

### São Tomé und Príncipe
| Name                                         | Bild                  | Amtszeit              | Anmerkungen                             |
| São Tomé und Príncipe                        | São Tomé und Príncipe | São Tomé und Príncipe | São Tomé und Príncipe                   |
| -------------------------------------------- | --------------------- | --------------------- | --------------------------------------- |
| Diplomatische Beziehungen seit 13. Juli 1975 |                       |                       |                                         |
| Werner Dordan                                |                       | 1976–1979             | zweitakkreditiert aus Brazzaville/Kongo |
| Horst Schön (1931–1986)                      |                       | 1979–1980             | zweitakkreditiert aus Luanda/Angola     |
| Johannes Schöche (* 1937)                    |                       | 1981–1985             | zweitakkreditiert aus Luanda/Angola     |
| Gotthelf Schulze (* 1938)                    |                       | 1986–1989             | zweitakkreditiert aus Luanda/Angola     |
| Bernd Hüttner (* 1943)                       |                       | 1989–1990             | zweitakkreditiert aus Luanda/Angola     |

### Schweden
| Name                                             | Bild     | Amtszeit  | Anmerkungen                 |
| Schweden                                         | Schweden | Schweden  | Schweden                    |
| ------------------------------------------------ | -------- | --------- | --------------------------- |
| Kurt Naumann                                     |          | 1957      | Leiter der Kammervertretung |
| Kurt Lorentz                                     |          | 1957–1959 | Leiter der KV               |
| Kurt Schmeißer (1909–1982)                       |          | 1959–1962 | Handelsrat, Lt. d. KV       |
| Heinz Mainusch                                   |          | 1962–1966 | Handelsrat, Lt. d. KV       |
| Otto Kranz                                       |          | 1966–1970 | Handelsrat, Lt. d. KV       |
| Günter Nobel (1913–2007)                         |          | 1970–1971 | Legationsr., Lt. d. KV      |
| Peter Steglich (* 1936)                          |          | 1971–1972 | Legationsr., Lt. d. KV      |
| Diplomatische Beziehungen seit 21. Dezember 1972 |          |           |                             |
| Peter Steglich (* 1936)                          |          | 1973–1974 | Botschafter                 |
| Wolfgang Kiesewetter (1924–1991)                 |          | 1974–1982 | Botschafter                 |
| Manfred Schmidt (* 1930)                         |          | 1982–1988 | Botschafter                 |
| Erich Wetzl (1937–2021)                          |          | 1988–1990 | Botschafter                 |

### Schweiz
| Name                                             | Bild    | Amtszeit  | Anmerkungen |
| Schweiz                                          | Schweiz | Schweiz   | Schweiz     |
| ------------------------------------------------ | ------- | --------- | ----------- |
| Diplomatische Beziehungen seit 20. Dezember 1972 |         |           |             |
| Günther Ullrich (1930–2000)                      |         | 1973–1976 | Botschafter |
| Herbert Barth (* 1929)                           |         | 1976–1980 | Botschafter |
| Klaus Goldenbaum (* 1928)                        |         | 1980–1984 | Botschafter |
| Kurt Böttger (1923–1993)                         |         | 1984–1986 | Botschafter |
| Eckhard Bibow (1930–2022)                        |         | 1986–1990 | Botschafter |

### Senegal
| Name                                           | Bild    | Amtszeit  | Anmerkungen                          |
| Senegal                                        | Senegal | Senegal   | Senegal                              |
| ---------------------------------------------- | ------- | --------- | ------------------------------------ |
| Diplomatische Beziehungen seit 22. August 1973 |         |           |                                      |
| Willfried Kittler (* 1929)                     |         | 1974–1978 | zweitakkreditiert aus Rabat/Marokko  |
| Hans Scharf (1926–1980)                        |         | 1978–1980 | zweitakkreditiert aus Rabat/Marokko  |
| Eleonora Schmid (* 1939)                       |         | 1980–1987 | zweitakkreditiert aus Rabat/Marokko  |
| Wolfgang Kubisch (* 1939)                      |         | 1989–1990 | zweitakkreditiert aus Conakry/Guinea |

### Seychellen
| Name                                        | Bild       | Amtszeit   | Anmerkungen                               |
| Seychellen                                  | Seychellen | Seychellen | Seychellen                                |
| ------------------------------------------- | ---------- | ---------- | ----------------------------------------- |
| Diplomatische Beziehungen seit 3. Juli 1976 |            |            |                                           |
| Hans-Jürgen Weitz (1923–1997)               |            | 1977–1981  | zweitakkreditiert aus Daressalam/Tansania |
| Werner Schedlich (1928–2019)                |            | 1981–1984  | zweitakkreditiert aus Daressalam/Tansania |
| Dieter Klinkert (1931–2016)                 |            | 1985–1989  | zweitakkreditiert aus Daressalam/Tansania |
| Wolf Schunke (* 1940)                       |            | 1989–1990  | zweitakkreditiert aus Daressalam/Tansania |

### Sierra Leone
| Name                                             | Bild         | Amtszeit                  | Anmerkungen                          |
| Sierra Leone                                     | Sierra Leone | Sierra Leone              | Sierra Leone                         |
| ------------------------------------------------ | ------------ | ------------------------- | ------------------------------------ |
| Diplomatische Beziehungen seit 21. Dezember 1972 |              |                           |                                      |
| Günther Fritsch (* 1930)                         | [ 50 ]       | März 1973 – Dezember 1974 | zweitakkreditiert aus Conakry/Guinea |
| Eleonora Schmid (* 1939)                         |              | 1974–1978                 | zweitakkreditiert aus Conakry/Guinea |
| Gerhard Haida (1937–2014)                        |              | 1979–1980                 | zweitakkreditiert aus Guinea         |
| Manfred Thiede (1936–2020)                       |              | 1981–1982                 | zweitakkreditiert aus Conakry/Guinea |
| Helmut Plettner (* 1929)                         |              | 1983–1985                 | zweitakkreditiert aus Conakry/Guinea |
| Wolfgang Kubisch (* 1939)                        |              | 1987–1990                 | zweitakkreditiert aus Conakry/Guinea |

### Simbabwe
| Name                                            | Bild     | Amtszeit  | Anmerkungen |
| Simbabwe                                        | Simbabwe | Simbabwe  | Simbabwe    |
| ----------------------------------------------- | -------- | --------- | ----------- |
| Diplomatische Beziehungen seit 1. November 1980 |          |           |             |
| Otto Becker (1928–2015)                         |          | 1981–1983 | Botschafter |
| Hans-Georg Schleicher (1943–2024)               |          | 1983–1988 | Botschafter |
| Uwe Zeise (1939–2017)                           |          | 1988–1990 | Botschafter |

### Singapur
| Name                                           | Bild     | Amtszeit  | Anmerkungen                              |
| Singapur                                       | Singapur | Singapur  | Singapur                                 |
| ---------------------------------------------- | -------- | --------- | ---------------------------------------- |
| Diplomatische Beziehungen seit 10. August 1973 |          |           |                                          |
| Kraft Bumbel (1926–1997)                       |          | 1974–1977 | zweitakkreditiert aus Colombo/Sri Lanka  |
| Eberhard Feister (1930–1987)                   |          | 1979–1982 | zweitakkreditiert aus Jakarta/Indonesien |
| Werner Peters (* 1939)                         |          | 1982–1986 | zweitakkreditiert aus Jakarta/Indonesien |
| Siegfried Kühnel (* 1932)                      |          | 1986–1990 | zweitakkreditiert aus Jakarta/Indonesien |

### Somalia
| Name                                         | Bild    | Amtszeit  | Anmerkungen |
| Somalia                                      | Somalia | Somalia   | Somalia     |
| -------------------------------------------- | ------- | --------- | ----------- |
| Diplomatische Beziehungen seit 8. April 1970 |         |           |             |
| Werner Herklotz (* 1931)                     |         | 1970–1974 | Botschafter |
| Horst Köhler (1924–1984)                     |         | 1974–1978 | Botschafter |
| Eberhard Kunz (* 1937)                       |         | 1978–1981 | Botschafter |
| Lothar Lappe (* 1936)                        |         | 1981–1984 | Botschafter |
| Herbert Denzler (1926–2015)                  |         | 1984–1987 | Botschafter |
| Gerhard Launicke (* 1941)                    |         | 1987–1990 | Botschafter |

### Spanien
Die diplomatischen Beziehungen wurden 1973 aufgenommen, jedoch nach der Erschießung von José Humberto Baena, José Luis Sánchez Bravo sowie Ramón García Sanz von der FRAP (Revolutionäre antifaschistische und Patriotische Front) und Juan Paredes Manot (Txiki) sowie Ángel Otaegui von der ETA von September 1975 bis 1977 eingefroren.
| Name                                           | Bild    | Amtszeit  | Anmerkungen               |
| Spanien                                        | Spanien | Spanien   | Spanien                   |
| ---------------------------------------------- | ------- | --------- | ------------------------- |
| Diplomatische Beziehungen seit 11. Januar 1973 |         |           |                           |
| Otto Pfeiffer (* 1937)                         |         | 1973      | Geschäftsträger/Gesandter |
| Peter Lorf (1932–2019)                         |         | 1973–1975 | Botschafter               |
| Gerhard Korth (* 1929)                         |         | 1977–1978 | Botschafter               |
| Ernst Walkowski (1931–2011)                    |         | 1978–1986 | Botschafter               |
| Harry Spindler (1931–1992)                     |         | 1987–1990 | Botschafter               |

### Sri Lanka
| Name                                         | Bild      | Amtszeit  | Anmerkungen                             |
| Sri Lanka                                    | Sri Lanka | Sri Lanka | Sri Lanka                               |
| -------------------------------------------- | --------- | --------- | --------------------------------------- |
| Willi Schild                                 |           | 1961–1962 | Lt. d. Handelsmission                   |
| Ludwig Zempelburg (1918–2003)                |           | 1964–1968 | Generalkonsul, Lt. d. Generalkonsulates |
| Kraft Bumbel (1926–1997)                     |           | 1968–1970 | Generalkonsul, Lt. d. Generalkonsulates |
| Diplomatische Beziehungen seit 16. Juni 1970 |           |           |                                         |
| Helmut Faulwetter (1929–1989)                |           | 1970–1973 | Botschafter                             |
| Kraft Bumbel (1926–1997)                     |           | 1973–1977 | Botschafter                             |
| Bruno Mey (1932–2003)                        |           | 1977–1981 | Botschafter                             |
| Dieter Philipp (* 1938)                      |           | 1981–1986 | Botschafter                             |
| Helmut Höhlig (* 1934)                       |           | 1986–1990 | Botschafter                             |

### Sudan
| Name                                        | Bild  | Amtszeit  | Anmerkungen                              |
| Sudan                                       | Sudan | Sudan     | Sudan                                    |
| ------------------------------------------- | ----- | --------- | ---------------------------------------- |
| Herbert Niederberger                        |       | 1956–1957 | Handelsrat, Leiter der Handelsvertretung |
| Lothar Sterne                               |       | 1957–1962 | Handelsrat, Lt. d. HV                    |
| Georg Ecke                                  |       | 1962–1965 | Handelsrat, Lt. d. HV                    |
| Helmut Fischer                              |       | 1965–1967 | Handelsrat, Lt. d. HV                    |
| Eberhard Feister (1930–1987)                |       | 1968–1969 | Handelsrat, Lt. d. HV                    |
| Diplomatische Beziehungen seit 3. Juni 1969 |       |           |                                          |
| Eberhard Feister (1930–1987)                |       | 1969–1970 | Botschafter                              |
| Kurt Böttger (1923–1993)                    |       | 1970–1973 | Botschafter                              |
| Herbert Denzler (1926–2015)                 |       | 1973–1978 | Botschafter                              |
| Lothar Eichelkraut (* 1929)                 |       | 1978–1983 | Botschafter                              |
| Walter Worch (* 1935)                       |       | 1983–1988 | Botschafter                              |
| Horst Melcher (1928–2002)                   |       | 1988–1990 | Botschafter                              |
| Adolf Richter (1937–2018)                   |       | 1990      | Botschafter                              |

### Südvietnam
| Name                                         | Bild       | Amtszeit   | Anmerkungen                          |
| Südvietnam                                   | Südvietnam | Südvietnam | Südvietnam                           |
| -------------------------------------------- | ---------- | ---------- | ------------------------------------ |
| Diplomatische Beziehungen seit 20. Juni 1969 |            |            |                                      |
| Dietrich Jarck (1932–2016)                   |            | 1973–1976  | zweitakkreditiert aus Vientiane/Laos |

### Syrien
| Name                                        | Bild   | Amtszeit  | Anmerkungen                            |
| Syrien                                      | Syrien | Syrien    | Syrien                                 |
| ------------------------------------------- | ------ | --------- | -------------------------------------- |
| Frank Zeidler                               |        | 1956–1959 | Handelsrat, Lt. d. Handelsvertretung   |
| Eduard Claudius (1911–1976)                 |        | 1956–1959 | Generalkonsul                          |
| Willy Baumann (1908–1979)                   |        | 1959–1961 | Handelsrat, Lt. d. Handelsvertretung   |
| Georg Ecke                                  |        | 1961–1965 | Handelsrat, Lt. d. Handelsvertretung   |
| Karl Gaile (1905–1979)                      |        | 1961–1965 | Konsul, Lt. d. Konsulats               |
| Horst Grunert (1928–2005)                   |        | 1965–1968 | Generalkonsul, Lt. d. Generalkonsulats |
| Alfred Marter (1934–1998)                   |        | 1968–1969 | Generalkonsul, Lt. d. Generalkonsulats |
| Diplomatische Beziehungen seit 5. Juni 1969 |        |           |                                        |
| Alfred Marter (1934–1998)                   |        | 1969–1972 | Botschafter                            |
| Wolfgang Konschel (1931–2013)               |        | 1972–1977 | Botschafter                            |
| Heinz-Dieter Winter (* 1934)                |        | 1977–1981 | Botschafter                            |
| Reinhard Escherich (1936–2020)              |        | 1981–1985 | Botschafter                            |
| Wolfgang Grabowski (* 1937)                 |        | 1985–1988 | Botschafter                            |
| Karl-Heinz Lugenheim (* 1928)               |        | 1989–1990 | Botschafter                            |

### Tansania
| Name                                             | Bild     | Amtszeit  | Anmerkungen                             |
| Tansania                                         | Tansania | Tansania  | Tansania                                |
| ------------------------------------------------ | -------- | --------- | --------------------------------------- |
| Gottfried Lessing (1914–1979)                    |          | 1965–1969 | Generalkonsul, Lt. d. Generalkonsulates |
| Erich Butzke (1920–1988)                         |          | 1969–1972 | Generalkonsul, Lt. d. Generalkonsulates |
| Diplomatische Beziehungen seit 21. Dezember 1972 |          |           |                                         |
| Helmut Matthes (1935–2019)                       |          | 1973–1976 | Botschafter                             |
| Hans-Jürgen Weitz (1923–1997)                    |          | 1976–1981 | Botschafter                             |
| Werner Schedlich (1928–2019)                     |          | 1981–1984 | Botschafter                             |
| Dieter Klinkert (1931–2016)                      |          | 1984–1989 | Botschafter                             |
| Wolf Schunke (* 1940)                            |          | 1989–1990 | Botschafter                             |

### Thailand
| Name                                             | Bild     | Amtszeit  | Anmerkungen                                 |
| Thailand                                         | Thailand | Thailand  | Thailand                                    |
| ------------------------------------------------ | -------- | --------- | ------------------------------------------- |
| Diplomatische Beziehungen seit 3. September 1974 |          |           |                                             |
| Siegfried Kühnel (* 1932)                        |          | 1976–1977 | Zweitakkreditiert aus Rangun/Burma          |
| Hans Fischer (1924–1983)                         |          | 1978–1982 | Zweitakkreditiert aus Rangun/Burma          |
| Klaus Maeser (* 1932)                            |          | 1982–1986 | Zweitakkreditiert aus Kuala Lumpur/Malaysia |
| Wolfgang Seyfarth (* 1937)                       |          | 1986–1990 | Zweitakkreditiert aus Kuala Lumpur/Malaysia |

### Togo
| Name                                          | Bild | Amtszeit  | Anmerkungen                       |
| Togo                                          | Togo | Togo      | Togo                              |
| --------------------------------------------- | ---- | --------- | --------------------------------- |
| Diplomatische Beziehungen seit 18. April 1973 |      |           |                                   |
| Horst Hähnel (* 1932)                         |      | 1979–1981 | zweitakkreditiert aus Accra/Ghana |
| Herbert Denzler (1926–2015)                   |      | 1981–1985 | zweitakkreditiert aus Accra/Ghana |
| Franz Everhartz (* 1923)                      |      | 1985–1988 | zweitakkreditiert aus Accra/Ghana |
| Gottfried Bühring (* 1937)                    |      | 1988–1990 | zweitakkreditiert aus Accra/Ghana |

### Trinidad und Tobago
Trinidad und Tobago
Diplomatische Beziehungen seit 16. Oktober 1987
Botschafter wurden für Port of Spain nicht benannt.

### Tschad
| Name                                        | Bild   | Amtszeit  | Anmerkungen |
| Tschad                                      | Tschad | Tschad    | Tschad      |
| ------------------------------------------- | ------ | --------- | ----------- |
| Diplomatische Beziehungen seit 6. Juni 1971 |        |           |             |
| Gerhard Krausse (1926–2012)                 |        | 1971–1976 | Botschafter |
| Helmut Plettner (* 1929)                    |        | 1976–1979 | Botschafter |
| Wolfgang Hückel (1936–2019)                 |        | 1979–1982 | Botschafter |
| Horstmar Kohl (* 1927)                      |        | 1989–1990 | Botschafter |

### Tschechoslowakei
| Name                                            | Bild             | Amtszeit         | Anmerkungen                                    |
| Tschechoslowakei                                | Tschechoslowakei | Tschechoslowakei | Tschechoslowakei                               |
| ----------------------------------------------- | ---------------- | ---------------- | ---------------------------------------------- |
| Diplomatische Beziehungen seit 18. Oktober 1949 |                  |                  |                                                |
| Fritz Große (1904–1957)                         |                  | 1949–1952        | Leiter der Diplomatischen Mission, Botschafter |
| Bernard Koenen (1889–1964)                      |                  | 1953             | Leiter der Diplomatischen Mission, Botschafter |
| Bernard Koenen (1889–1964)                      | 1953–1958        | Botschafter      |                                                |
| Georg Stibi (1901–1982)                         |                  | 1958–1961        | Botschafter                                    |
| Walter Vesper (1897–1978)                       |                  | 1961–1965        | Botschafter                                    |
| Johannes König (1903–1966)                      |                  | 1965–1966        | Botschafter                                    |
| Heinz Willmann (1906–1991)                      |                  | 1966–1967        | Botschafter                                    |
| Peter Florin (1921–2014)                        |                  | 1967–1969        | Botschafter                                    |
| Herbert Krolikowski (1924–2012)                 |                  | 1969–1973        | Botschafter                                    |
| Gerd König (1930–2009)                          |                  | 1973–1980        | Botschafter                                    |
| Helmut Ziebart (1929–2011)                      |                  | 1981–1990        | Botschafter                                    |

### Tunesien
| Name                                             | Bild     | Amtszeit  | Anmerkungen                  |
| Tunesien                                         | Tunesien | Tunesien  | Tunesien                     |
| ------------------------------------------------ | -------- | --------- | ---------------------------- |
| Joachim von Freyent                              |          | 1963      | Leiter der Handelsvertretung |
| Walter Torge                                     |          | 1963–1967 | Handelsrat, Lt. d. HV        |
| Kurt Roth (1931–1989)                            |          | 1968–1972 | amt. Lt. d. HV               |
| Diplomatische Beziehungen seit 17. Dezember 1972 |          |           |                              |
| Hans-Dieter Winter (* 1934)                      |          | 1973–1976 | Botschafter                  |
| Erich Meske (1932–2009)                          |          | 1976–1978 | Botschafter                  |
| Alfred Peukert (1925–2013)                       |          | 1978–1979 | Botschafter                  |
| Helmut Gürke (1922–2005)                         |          | 1979–1982 | Botschafter                  |
| Bernd Hauke (* 1943)                             |          | 1982–1986 | Botschafter                  |
| Manfred Stantke (* 1927)                         |          | 1986–1990 | Botschafter                  |
| Edgar Röder (* 1936)                             |          | 1990      | Botschafter                  |

### Türkei
| Name                                        | Bild   | Amtszeit  | Anmerkungen                 |
| Türkei                                      | Türkei | Türkei    | Türkei                      |
| ------------------------------------------- | ------ | --------- | --------------------------- |
| Werner Pelz                                 |        | 1955–1959 | Leiter der Kammervertretung |
| Kurt Bransch                                |        | 1959–1962 | Leiter der KV               |
| Manfred Zimmermann (* 1929)                 |        | 1963      | Leiter der KV               |
| Alexander Telschow                          |        | 1964–1965 | Leiter der KV               |
| Walter Rabaschus                            |        | 1965–1969 | Handelsrat, Lt. d. KV       |
| Walter Groh                                 |        | 1969–1971 | Handelsrat, Lt. d. KV       |
| Kurt Gabbert                                |        | 1971–1974 | Handelsrat, Lt. d. KV       |
| Diplomatische Beziehungen seit 1. Juni 1974 |        |           |                             |
| Norbert Jaeschke (1927–2018)                |        | 1974–1979 | Botschafter                 |
| Heinz Schulz (* 1933)                       |        | 1979–1985 | Botschafter                 |
| Harry Schneider (* 1932)                    |        | 1985–1989 | Botschafter                 |
| Norbert Jaeschke (1927–2018)                |        | 1989–1990 | Botschafter                 |

### Uganda
| Name                                          | Bild   | Amtszeit  | Anmerkungen     |
| Uganda                                        | Uganda | Uganda    | Uganda          |
| --------------------------------------------- | ------ | --------- | --------------- |
| Diplomatische Beziehungen seit 5. Januar 1973 |        |           |                 |
| Hans Fischer (1924–1983)                      |        | 1973–1977 | Botschafter     |
| Gottfried Lessing (1914–1979)                 |        | 1977–1979 | Botschafter     |
| Wolfgang Zielke                               |        | 1979–1980 | Geschäftsträger |
| Gerhard Launicke (* 1941)                     |        | 1980–1983 | Botschafter     |
| Christian Kleinhempel                         |        | 1983–1985 | Botschafter     |
| Bruno May                                     |        | 1985–1989 | Botschafter     |
| Werner Schedlich (1928–2019)                  |        | 1989–1990 | Botschafter     |

### Ungarn
| Name                                            | Bild                       | Amtszeit  | Anmerkungen                                         |
| Ungarn                                          | Ungarn                     | Ungarn    | Ungarn                                              |
| ----------------------------------------------- | -------------------------- | --------- | --------------------------------------------------- |
| Diplomatische Beziehungen seit 19. Oktober 1949 |                            |           |                                                     |
| Erich Kops (1905–1961)                          |                            | 1949–1951 | Lt. d. Dipl. Mission, AGBM                          |
| Stefan Heymann (1896–1967)                      | Stefan Heymann (Bildmitte) | 1951–1953 | Lt. d. Dipl. Mission, AGBM Heymann, Bildmitte, 1957 |
| Sepp Schwab (1897–1977)                         |                            | 1954–1956 | Botschafter                                         |
| Rudolf Helmer (1914–2007)                       |                            | 1956–1959 | Botschafter                                         |
| Walter Vesper (1897–1978)                       |                            | 1959–1961 | Botschafter                                         |
| Wilhelm Meißner (1899–1994)                     |                            | 1961–1967 | Botschafter                                         |
| Herbert Plaschke (1929–2010)                    |                            | 1967–1973 | Botschafter                                         |
| Günter Kohrt (1912–1982)                        |                            | 1973–1974 | Botschafter                                         |
| Gerhard Reinert (1928–2005)                     |                            | 1974–1979 | Botschafter                                         |
| Rudolf Rossmeisl (1923–1986)                    |                            | 1979–1983 | Botschafter                                         |
| Karl-Heinz Lugenheim (* 1928)                   |                            | 1983–1988 | Botschafter                                         |
| Gerd Vehres (1941–2009)                         |                            | 1988–1990 | Botschafter                                         |

### Union der Sozialistischen Sowjetrepubliken
| Name                                            | Bild        | Amtszeit    | Anmerkungen                       |
| Sowjetunion                                     | Sowjetunion | Sowjetunion | Sowjetunion                       |
| ----------------------------------------------- | ----------- | ----------- | --------------------------------- |
| Diplomatische Beziehungen seit 15. Oktober 1949 |             |             |                                   |
| Rudolf Appelt (1900–1955)                       |             | 1949–1953   | Lt. d. Dipl. Mission, Botschafter |
| Rudolf Appelt (1900–1955)                       | 1953–1955   | Botschafter |                                   |
| Johannes König (1903–1966)                      |             | 1955–1959   | Botschafter                       |
| Rudolf Dölling (1902–1975)                      |             | 1959–1965   | Botschafter                       |
| Horst Bittner (1927–2013)                       |             | 1965–1974   | Botschafter                       |
| Harry Ott (1933–2005)                           |             | 1974–1980   | Botschafter                       |
| Egon Winkelmann (1928–2015)                     |             | 1981–1986   | Botschafter                       |
| Gerd König (1930–2009)                          |             | 1987–1990   | Botschafter                       |

### Uruguay
| Name                                             | Bild    | Amtszeit  | Anmerkungen                          |
| Uruguay                                          | Uruguay | Uruguay   | Uruguay                              |
| ------------------------------------------------ | ------- | --------- | ------------------------------------ |
| Rudolf Tschörner                                 |         | 1954–1959 | Handelsrat, Lt. d. Handelsvertretung |
| Otto Schreiber                                   |         | 1959–1962 | Handelsrat, Lt. d. HV                |
| Heinz Schwarz (1930–2020)                        |         | 1962–1963 | Handelsattaché, Lt. d. HV            |
| Eberhard von Saher                               |         | 1963–1965 | Handelsrat, Lt. d. HV                |
| Hermann Kuehne                                   |         | 1966–1968 | amt. Leiter der HV                   |
| Ulrich Sowinski                                  |         | 1968–1971 | Handelsrat, Lt. d. HV                |
| Hermann Kuehne                                   |         | 1971–1973 | Handelsrat, Lt. d. HV                |
| Diplomatische Beziehungen seit 24. Dezember 1972 |         |           |                                      |
| Hermann Kuehne                                   |         | 1973–1974 | Geschäftsträger                      |
| Alfred Patzak (1931–2012)                        |         | 1975–1978 | Geschäftsträger                      |
| Horst Krause (1925–2010)                         |         | 1978–1986 | Geschäftsträger                      |
| Alfred Patzak (1931–2012)                        |         | 1986–1990 | Botschafter                          |

### Vanuatu
| Name                                           | Bild    | Amtszeit  | Anmerkungen                               |
| Vanuatu                                        | Vanuatu | Vanuatu   | Vanuatu                                   |
| ---------------------------------------------- | ------- | --------- | ----------------------------------------- |
| Diplomatische Beziehungen seit 9. Oktober 1986 |         |           |                                           |
| Joachim Elm (1931–2012)                        |         | 1987–1989 | zweitakkreditiert aus Canberra/Australien |

### Venezuela
| Name                                         | Bild      | Amtszeit  | Anmerkungen     |
| Venezuela                                    | Venezuela | Venezuela | Venezuela       |
| -------------------------------------------- | --------- | --------- | --------------- |
| Diplomatische Beziehungen seit 24. Juli 1973 |           |           |                 |
| Heinz Erler                                  |           | 1973–1976 | Geschäftsträger |
| Klaus Hartmann (1940–2017)                   |           | 1976–1977 | Geschäftsträger |
| Otto Pfeiffer (* 1937)                       |           | 1977–1981 | Botschafter     |
| Horst Neumann (* 1938)                       |           | 1982–1984 | Botschafter     |
| Günther Severin (1928–2024)                  |           | 1984–1989 | Botschafter     |
| Joachim Naumann (1929–2019)                  |           | 1989–1990 | Botschafter     |

### Vereinigte Staaten von Amerika
| Name                                             | Bild               | Amtszeit           | Anmerkungen        |
| Vereinigte Staaten                               | Vereinigte Staaten | Vereinigte Staaten | Vereinigte Staaten |
| ------------------------------------------------ | ------------------ | ------------------ | ------------------ |
| Diplomatische Beziehungen seit 4. September 1974 |                    |                    |                    |
| Rolf Sieber (1929–2020)                          |                    | 1974–1978          | Botschafter        |
| Horst Grunert (1928–2005)                        |                    | 1978–1983          | Botschafter        |
| Gerhard Herder (* 1928)                          |                    | 1983–1990          | Botschafter        |

### Vereinigtes Königreich
| Name                                           | Bild                   | Amtszeit               | Anmerkungen                         |
| Vereinigtes Königreich                         | Vereinigtes Königreich | Vereinigtes Königreich | Vereinigtes Königreich              |
| ---------------------------------------------- | ---------------------- | ---------------------- | ----------------------------------- |
| Kurt Wolf                                      |                        | 1959–1963              | Handelsrat, Lt. d. Kammervertretung |
| Jost Prescher (1930–2000)                      |                        | 1963–1965              | Leiter der Kammervertretung         |
| Erich Renneisen (1907–1970)                    |                        | 1965–1967              | Handelsrat, Lt. d. KV               |
| Dieter Butters                                 |                        | 1967–1971              | Leiter der Kammervertretung         |
| Karl-Heinz Kern (1930–2022)                    |                        | 1971–1973              | AGBM                                |
| Diplomatische Beziehungen seit 8. Februar 1973 |                        |                        |                                     |
| Karl-Heinz Kern (1930–2022)                    |                        | 1973–1980              | Botschafter                         |
| Martin Bierbach (1926–1984)                    |                        | 1980–1984              | Botschafter                         |
| Gerhard Lindner (1930–2010)                    |                        | 1984–1989              | Botschafter                         |
| Joachim Mitdank (1931–2017)                    |                        | 1989–1990              | Botschafter                         |
| Ulrike Birkner                                 |                        | 1990–1990              | Botschafterin                       |

### Nordvietnam/Vietnam
| Name                                            | Bild    | Amtszeit  | Anmerkungen                        |
| Vietnam                                         | Vietnam | Vietnam   | Vietnam                            |
| ----------------------------------------------- | ------- | --------- | ---------------------------------- |
| Diplomatische Beziehungen seit 8. Dezember 1954 |         |           |                                    |
| Johannes König (1903–1966)                      |         | 1954      | zweitakkreditiert aus Peking/China |
| Rudolf Pfützner (1910–1999)                     |         | 1955–1959 | Botschafter                        |
| Eduard Claudius (1911–1976)                     |         | 1959–1961 | Botschafter                        |
| Karl Nohr (1905–1973)                           |         | 1961–1963 | Botschafter                        |
| Wolfgang Bergold (1913–1987)                    |         | 1963–1968 | Botschafter                        |
| Klaus Willerding (1923–1982)                    |         | 1969–1972 | Botschafter                        |
| Dieter Doering (1930–2010)                      |         | 1972–1978 | Botschafter                        |
| Klaus Zorn (* 1934)                             |         | 1978–1982 | Botschafter                        |
| Hermann Schwiesau (* 1937)                      |         | 1982–1986 | Botschafter                        |
| Joachim Löschner (* 1931)                       |         | 1986–1990 | Botschafter                        |
| Dietmar Grumbach (* 1943)                       |         | 1990      | Botschafter                        |

### Zaire
| Name                                             | Bild  | Amtszeit  | Anmerkungen |
| Zaire                                            | Zaire | Zaire     | Zaire       |
| ------------------------------------------------ | ----- | --------- | ----------- |
| Diplomatische Beziehungen seit 18. Dezember 1972 |       |           |             |
| Ronald Weidemann (1931–2022)                     |       | 1973–1979 | Botschafter |
| Karl-Heinz Raeschki (* 1936)                     |       | 1979–1983 | Botschafter |
| Gerhard Feldbauer (* 1933)                       |       | 1983–1987 | Botschafter |
| Manfred Schubarth (* 1933)                       |       | 1987–1990 | Botschafter |

### Zentralafrikanische Republik
| Name                                             | Bild                         | Amtszeit                     | Anmerkungen                  |
| Zentralafrikanische Republik                     | Zentralafrikanische Republik | Zentralafrikanische Republik | Zentralafrikanische Republik |
| ------------------------------------------------ | ---------------------------- | ---------------------------- | ---------------------------- |
| Diplomatische Beziehungen seit 18. Dezember 1972 |                              |                              |                              |
| Heinz Deutschland (* 1934)                       |                              | 1970–1971                    | Botschafter                  |

### Zypern
| Name                                             | Bild   | Amtszeit  | Anmerkungen                         |
| Zypern                                           | Zypern | Zypern    | Zypern                              |
| ------------------------------------------------ | ------ | --------- | ----------------------------------- |
| Ingo Oeser (1930–1998)                           |        | 1965–1967 | Legationsrat, Lt. d. Handelsmission |
| Heinz Reimann                                    |        | 1967–1970 | Legationsrat, Lt. d. Handelsmission |
| Kurt Merkel (1934–2020)                          |        | 1970–1972 | Legationsrat, Lt. d. Handelsmission |
| Diplomatische Beziehungen seit 21. Dezember 1972 |        |           |                                     |
| Kurt Merkel (1934–2020)                          |        | 1973–1975 | Botschafter                         |
| Karl Wildau (* 1928)                             |        | 1975–1980 | Botschafter                         |
| Günter Schurath (1929–2004)                      |        | 1980–1986 | Botschafter                         |
| Kurt Meier (* 1930)                              |        | 1986–1990 | Botschafter                         |
| Manfred Niklas (* 1940)                          |        | 1990      | Botschafter                         |